# Liste der Kulturdenkmale in Südstadt (Görlitz), A–G
In der Liste der Kulturdenkmale in Südstadt (Görlitz), A–G sind sämtliche Kulturdenkmale des Görlitzer Stadtteils Südstadt verzeichnet, die bis September 2024 vom Landesamt für Denkmalpflege Sachsen erfasst wurden (ohne archäologische Kulturdenkmale) und deren Straßenname mit den entsprechenden Anfangsbuchstaben beginnt. Die Anmerkungen sind zu beachten.
Diese Liste ist eine Teilliste der Liste der Kulturdenkmale in Görlitz.

## Liste der Kulturdenkmale in Südstadt (Görlitz)
| Bild                                    | Bezeichnung | Lage | Datierung | Beschreibung | ID       |
| --------------------------------------- | --- | --- | --- | --- | -------- |
|                                         | Ephraim-Maschinenbauanstalt; Verwaltungsgebäude | Am Schützenhaus 1 (Karte)                                                                               | Um 1900 | Zweigeschossig, Putz mit historisierender Gliederung, Segmentbogenfenster, Gurtgesimse, zwei farbige Bleiglasfenster, die Zugehörigkeit zu den Ephraims durch große E jeweils in den Giebeln des flach geneigten Satteldaches kenntlich, später wohl Miederwaren-Herstellung, baugeschichtlich, wirtschaftsgeschichtlich und ortsgeschichtlich von Bedeutung | 09280004 |
| Weitere Bilder                          | Ephraim-Maschinenbauanstalt; Lagerhalle | Am Schützenhaus 9 (Karte)                                                                               | 1921–1922 | Lager des Eisenhandels, sehr groß als Eisenskelett mit Klinkerausfachung, Oberlicht, nördliche Giebelseite repräsentative Schaufassade mit gemauerten Eckeinfassungen, hier und im verputzten mächtigen Bogen zwischen Fensterfront und Dach Elemente des späten Jugendstils, baugeschichtlich, wirtschaftsgeschichtlich und ortsgeschichtlich von Bedeutung. Fabrikhalle mit repräsentativer Giebelseite, Sockel aus Klinker, breite Fensterzone die Form des Giebels aufnimmt, darüber Fläche mit Putzgliederung. Große Halle mit Oberlicht. Ehemals Ephraim Eisenhandel und Eisenbau. | 09280002 |
| Direkt Bild zu diesem Denkmal hochladen | Ephraim-Maschinenbauanstalt; Fabrik | Am Schützenhaus 11 (Karte)                                                                              | Um 1870 | Bestehend aus drei Schiffen (genannt Halle) mit Bruchsteinwänden und einem dreigeschossigen verputzten Bau mit Klinkergliederung und Mauer mit Klinker östlich davon, Dachtragwerk der Schiffe der Halle in Holz, die rundbogigen Fenster an der Westseite in Klinker, baugeschichtlich, wirtschaftsgeschichtlich und ortsgeschichtlich von Bedeutung | 09280003 |
| Direkt Bild zu diesem Denkmal hochladen | Wohnhaus | Am Schützenhaus 19 (Karte)                                                                              | 1921–1922 | Klinker mit Architekturgliederung in Putz, Bauherr Schlossermeister Ernst Letzsch mit Fabrik für Eisen- und Wellblech-Constructionen Am Schützenhaus 11, original erhalten, baugeschichtlich und ortsgeschichtlich von Bedeutung | 09280001 |
| Direkt Bild zu diesem Denkmal hochladen | Litfaßsäule | An der Jakobuskirche (Karte)                                                                            | Um 1920 | Kulturgeschichtlich von Bedeutung | 09280951 |
|                                         | Dompfarrei; Katholische Pfarrkirche St. Jakobus mit Einfriedungsmauern und Eingangstor | An der Jakobuskirche 1 (Karte)                                                                          | 1898–1899 | Baugeschichtlich und ortsgeschichtlich von Bedeutung. Nach der Kirche auf der Struvestraße der zweite nachreformatorische katholische Kirchenbau der Stadt, neugotischer Klinkerbau, seit der Gründung des Bistums Görlitz 1994 ist die Kirche die Kathedrale des Bistums und gleichzeitig Pfarrkirche der Jakobus-Gemeinde. | 09281740 |
| Direkt Bild zu diesem Denkmal hochladen | Paul-Gerhardt-Haus; Gemeindehaus der Kreuzkirchgemeinde | An der Jakobuskirche 7 (Karte)                                                                          | 1925–1926 | Mehrteilige Anlage, baugeschichtlich und ortsgeschichtlich von Bedeutung. Originale Fenster mit Sprossen, Gliederung und Gestaltung durch rau und glatt verputzte Stellen. Innen alles original. | 09281739 |
| Direkt Bild zu diesem Denkmal hochladen | Bunker samt technischer Ausstattung in der Parkanlage zwischen Sattigstraße, Zittauer Straße und An der Jakobuskirche | An der Jakobuskirche 8 (Karte)                                                                          | 1950er Jahre | Siehe Sattigstraße 16, militär- und baugeschichtliche Bedeutung | 09305977 |
| Direkt Bild zu diesem Denkmal hochladen | Weinberg und Weinlache (Sachgesamtheit) | An der Landskronbrauerei (Karte)                                                                        | 1873 (Beginn der Parkgestaltung)                                                                                    | Landschaftspark mit Weinlache am Fuße der Hänge und Neißeinsel, im Park Lutherbuche (1883) und Reuterlinde (1910) (Gartendenkmale) sowie Denkmal für Robert Oettel (siehe An der Landskronbrauerei 116 – Objekt 09280320), Wegesystem mit Treppen sowie Stützbögen für die Bahntrasse nach Zittau, an der Neiße u. a. Bootsanleger, im Park Weinberghaus und Aussichtsturm (siehe An der Landskronbrauerei – Objekt 09280306), stadthistorisch und landschaftsgestaltend von Bedeutung. Der „Weynberg“ wurde schon in den Jahren 1379, 1420 und 1490 erwähnt. Dargestellt auf Kachelbild in der Bismarckstraße 19. | 09282977 |
|                                         | Einzeldenkmale der Sachgesamtheit Weinberg und Weinlache: Ausflugslokal Weinberghaus mit Aussichtsturm und Denkmal für Robert Oettel (siehe auch Sachgesamtheitsdokument Obj. 09282977) | An der Landskronbrauerei (Karte)                                                                        | 1889 (Ausflugslokal); 1885 (Aussichtsturm); 1901 (Oettel-Denkmal)                                                   | Bestandteil des Landschaftsparks Weinberg und Weinlache (siehe Objekt 09282977), Aussichtsturm 1889 von der Industrie- und Gewerbeausstellung von 1885 auf dem Lutherplatz hierher versetzt, war eine Initiative des Riesengebirgsvereins, baugeschichtlich und ortsgeschichtlich von Bedeutung. Beides Holz mit Klinkerausfachung, zunächst „Sommer Restauration in den Weinbergen“ genannt, laut ALK-Daten ohne Hausnummer, ehemalige Nummer 902. | 09280306 |
| Direkt Bild zu diesem Denkmal hochladen | Eisenbahnbrücke | An der Landskronbrauerei (Karte)                                                                        | 3. Viertel 19. Jahrhundert                                                                                          | Begrenzung des Parks und Teil der Eisenbahnstrecke Görlitz–Zittau (Neißetalbahn) mit stadtbildprägender Wirkung, eisenbahngeschichtlich und technikgeschichtlich von Bedeutung. Aus Naturstein gemauerte Wangen und Auflager, 2008 Sanierung: Auflager durch Betonauflager ersetzt. Gehört inhaltlich zum nördlich gelegenen Eisenbahntunnel und Geländeeinschnitt (beides zur Eisenbahnstrecke Görlitz – Dresden, Hauptpost und Bahnhof Görlitz (Sachgesamtheit), Obj. 09304008, gehörend) | 09282575 |
| Direkt Bild zu diesem Denkmal hochladen | Schellergrund; Parkanlage aus dem Ende des 19. Jahrhunderts mit wesentlichen Veränderungen aus den 1930er Jahren nach Plänen des Görlitzer Gartenbaudirektors Heinrich Diekmann, dreiarmige Treppenanlage aus Granit mit Wangen aus Bruchsteinmauerwerk am großen Rondell im Norden des Parks, am Fuß der Treppe Postamente mit Granit-Kugeln | An der Landskronbrauerei (Karte)                                                                        | 1891–1897 | Aus dem Ende des 19. Jahrhunderts mit wesentlichen Veränderungen aus den 1930er Jahren nach Plänen des Görlitzer Gartenbaudirektors Heinrich Diekmann, dreiarmige Treppenanlage aus Granit mit Wangen aus Bruchsteinmauerwerk am großen Rondell im Norden des Parks, am Fuß der Treppe Postamente mit Granit-Kugeln, stadtgeschichtlich und landschaftsgestaltend von Bedeutung. | 09282985 |
| Weitere Bilder                          | Landskronbrauerei; Brauerei mit sämtlichen Gebäudeteilen, darunter zwei straßenbegleitende Verwaltungsgebäude, Braumeistervilla 1920er Jahre vom Görlitzer Architekten Gerhard Röhr mit wertvoller Ausstattung, Pförtnerhaus, Kesselhaus, Sudhaus und Schornstein sowie Einfriedung                                                           | An der Landskronbrauerei 116 (Karte)                                                                    | 1869–1871 | Alles Klinker, Eiskeller und Pumpstation im Landschaftspark Weinberg und Weinlache (siehe Objekt 09282977), baugeschichtlich, ortsgeschichtlich und technikgeschichtlich von Bedeutung | 09280320 |
| Direkt Bild zu diesem Denkmal hochladen | Mietshaus in geschlossener Bebauung, Eckhaus | Arndtstraße 1 (Biesnitzer Straße 25, 26) (Karte)                                                        | 1920er Jahre | Architekt Alfred Hentschel, architekturgeschichtlich von Bedeutung. Art-déco-Gestaltungselemente. Originale Fenster mit reich profilierten Fenstergewänden. Originale Haustür und Eingangszone. | 09281988 |
| Direkt Bild zu diesem Denkmal hochladen | Wohnhaus in nach links geschlossener Bebauung | Arndtstraße 3 (Karte)                                                                                   | 1920er Jahre | Baugeschichtlich von Bedeutung | 09302571 |
| Direkt Bild zu diesem Denkmal hochladen | Stadtplatz mit prägendem Baumbestand | August-Bebel-Platz (Karte)                                                                              | 1904 | Städtebaulich von Bedeutung. Beschreibung des Gartendenkmals (Ragnhild Kober, 18. September 2008): - Erschließung: im Nordwesten und Nordosten des Platzes Bürgersteige mit wassergebundener Decke, an der Biesnitzer Straße Bürgersteig mit Betonplatten, im Nordwesten und Nordosten auf den gegenüberliegenden Straßenseiten Bürgersteige mit Granitplatten (zum Teil ersetzt durch Betonplatten) und Randstreifen aus Mosaiksteinpflaster (Basalt), zur Straße Flachbordstein (Granit) - Gehölze: an der Nord-Ecke ein Solitärbaum (Eiche), an der Südwestecke eine Baumgruppe (Feldahorn, Eiche und zwei Bergahornen), an der Nordostseite ein Solitärbaum (Rotdorn) und an der Ost-Ecke zwei Solitärbäume (Eiche, Roteiche) - Ausstattung: Anschlagsäule an der Ost-Ecke Bemerkung: die Platzfläche besteht aus einer Rasenfläche in dessen Mitte sich ein neu gestalteter Spielplatz mit modernen Spielgeräten befindet, eine Holzbarriere umgibt den Platz, Straßen mit Bitumendecke | 09280726 |
|                                         | Litfaßsäule | August-Bebel-Platz (Karte)                                                                              | Um 1920 | Kulturgeschichtlich von Bedeutung | 09280570 |
| Direkt Bild zu diesem Denkmal hochladen | Allee mit zwei Reihen Linden als Rest der einst vierreihigen Lindenallee | Biesnitzer Straße (vom Sechsstädteplatz bis zum Jüdischen Friedhof) (Karte)                             | Um 1900 | Weiterführung heißt Promenadenstraße, städtebaulich wichtige Grünverbindung zwischen Innenstadt und Landeskrone, ab 1892 Pferdeomnibus, ab 1898 die Elektrische, stadtbaugeschichtliche Bedeutung. Bürgersteige befestigt mit Gehwegplatten aus Beton, Straße mit Bitumendecke. | 09289037 |
|                                         | Mietshaus in geschlossener Bebauung | Biesnitzer Straße 1 (Karte)                                                                             | Um 1890 | Baugeschichtlich und stadtentwicklungsgeschichtlich von Bedeutung | 09281732 |
|                                         | Mietshaus in geschlossener Bebauung, mit Laden | Biesnitzer Straße 2 (Karte)                                                                             | Um 1880 | Gründerzeitfassade mit klassizistischen Formen, baugeschichtlich und städtebaulich von Bedeutung | 09281731 |
|                                         | Mietshaus in nach rechts geschlossener Bebauung | Biesnitzer Straße 8 (Karte)                                                                             | Um 1900 | Baugeschichtlich und städtebaulich von Bedeutung. Fassade mit Putzquaderung und Pilastergliederung in den Obergeschossen, zwei seitliche Dachhäuschen. | 09281827 |
|                                         | Mietshaus vom Typus in geschlossener Bebauung, Eckhaus | Biesnitzer Straße 10 (Karte)                                                                            | Um 1900 | Repräsentative und baukünstlerisch qualitätvolle Fassade, baugeschichtlich, städtebaulich und straßenbildprägend von Bedeutung | 09281825 |
|                                         | Mietshaus mit Eckladen in geschlossener Bebauung, Eckhaus, mit Vorgarten | Biesnitzer Straße 11 (Karte)                                                                            | Um 1900 | Fassade mit barockisierenden Gestaltungselementen, baugeschichtlich und straßenbildprägend von Bedeutung. Prächtiges neubarockes Haus. Ecke hochgezogen. Terrazzo-Mosaikfußboden und -Wandverkleidung (hüfthoch). Eckladen mit originaler Front. | 09281582 |
| Direkt Bild zu diesem Denkmal hochladen | Litfaßsäule | Biesnitzer Straße 11 (vor) (Karte)                                                                      | Um 1920 | Kulturgeschichtlich von Bedeutung | 09281583 |
|                                         | Mietshaus mit Laden in geschlossener Bebauung und Vorgarten | Biesnitzer Straße 12 (Karte)                                                                            | Um 1900 | Baugeschichtlich und städtebaulich von Bedeutung. Obergeschosse Klinker, Balkons mit Gittern im ersten und zweiten Obergeschoss. Treppenhaus Terrazzo-Mosaikfußboden. | 09281584 |
|                                         | Mietshaus in geschlossener Bebauung und Vorgarten | Biesnitzer Straße 13 (Karte)                                                                            | 1899 | Obergeschosse Klinker, baugeschichtlich und städtebaulich von Bedeutung. Balkons mit Gittern im ersten, zweiten und dritten Obergeschoss, Treppenhaus Terrazzo-Mosaikfußboden, Windfangtür mit Schablone. Bemalt. | 09281585 |
|                                         | Mietshaus in geschlossener Bebauung mit Vorgarten und Einfriedung | Biesnitzer Straße 14 (Karte)                                                                            | 1899 | Obergeschosse Klinker, baugeschichtlich und städtebaulich von Bedeutung. Balkons erstes und zweites Obergeschoss mit Gittern, Treppenhaus Terrazzo-Mosaikfußboden. | 09281586 |
|                                         | Mietshaus in geschlossener Bebauung mit Nebengebäude im Hof und Vorgarten | Biesnitzer Straße 15 (Karte)                                                                            | Um 1900 | Vorderhaus Obergeschosse Klinker, baugeschichtlich und städtebaulich von Bedeutung. Balkons mit Gittern im ersten und zweiten Obergeschoss. Terrazzo-Mosaikfußboden im Treppenhaus, Fenster hier mit Schablone bemalt. Hier war erst ein Nebengebäude im Hof verzeichnet, ist aber nur ein Hofflügel. | 09281587 |
|                                         | Mietshaus in geschlossener Bebauung mit Vorgarten | Biesnitzer Straße 16 (Karte)                                                                            | Um 1900 | Baugeschichtlich und städtebaulich von Bedeutung. Große Erker erstes und zweites Obergeschoss, daran Balkons mit Jugendstilgittern. Drittes Obergeschoss Balkon auf dem Erker. Treppenhaus Terrazzo-Mosaikfußboden. | 09281588 |
|                                         | Mietshaus mit Laden in geschlossener Bebauung und Vorgarten | Biesnitzer Straße 17 (Karte)                                                                            | Um 1900 | Baugeschichtlich und städtebaulich von Bedeutung. Treppenhaus Terrazzo-Mosaikfußboden. | 09281589 |
|                                         | Mietshaus in geschlossener Bebauung und Vorgarten | Biesnitzer Straße 18 (Karte)                                                                            | Um 1900 | Baugeschichtlich und städtebaulich von Bedeutung. Fassade neugotisch-expressionistisch angehaucht, wahrscheinlich ist später Stuck weggekommen. Alte Haustür, originale Hausausstattung, mit Schablone bemalte Treppenhausfenster. | 09281590 |
|                                         | Mietshaus in geschlossener Bebauung, Eckhaus zur Fichtestraße, mit Vorgarten | Biesnitzer Straße 19 (Karte)                                                                            | 1900 | Baugeschichtlich und stadtentwicklungsgeschichtlich von Bedeutung. Über Haustür farbiges Bleiglasfenster, im Eingangsbereich Wandbilder mit Landschaften. Balkons an Ecke und Länge im ersten, zweiten un dritten Obergeschoss. | 09281573 |
|                                         | Mietshaus in geschlossener Bebauung, Eckhaus zur Fichtestraße, mit Vorgarten | Biesnitzer Straße 20 (Karte)                                                                            | Um 1900 | Baugeschichtlich und stadtentwicklungsgeschichtlich von Bedeutung. Eckbalkons mit Gittern erstes, zweites und drittes Obergeschoss, längs ein Balkon erstes Obergeschoss. Im Eingangsbereich interessante Jugendstil-Schablonenmalerei mit zwei kleinen Landschaften, im Treppenhaus Reste Schablonenmalerei und Terrazzo-Mosaikfußboden. | 09281574 |
|                                         | Mietshaus in geschlossener Bebauung mit Vorgarten | Biesnitzer Straße 21 (Karte)                                                                            | Um 1900 | Obergeschosse Klinker, baugeschichtlich und städtebaulich von Bedeutung. Erstes Obergeschoss Balkon mit Gitter, Treppenhaus Terrazzo-Mosaikfußboden. | 09281575 |
|                                         | Optisch-mechanische Industrie-Anstalt Hugo Meyer und Co. Görlitz (Hofgebäude); Wohnhaus in geschlossener Bebauung mit Vorgarten | Biesnitzer Straße 22 (Karte)                                                                            | Um 1900 (Vorderhaus); 1900/1901 (Gewerbegebäude)                                                                    | Wohnhaus von Hugo Meyer, baugeschichtlich und städtebaulich von Bedeutung. Balkons mit Gittern im ersten, zweiten und ritten Obergeschoss. Rechts und links große Loggien. Terrazzo-Mosaikfußboden im Treppenhaus. Optisch-mechanische Industrie-Anstalt Hugo Meyer und Co. Görlitz am 1. April 1896 im Gesellschaftsregister des Königlichen Amtsgerichts zu Görlitz eingetragen. Firmensitz Löbauer Straße 7. 1923 baut Meyer-Optik auf der Fichtestraße einen Neubau als Stahlbetonskelett, Hofgebäude 2013 abgebrochen, Genehmigung der Unteren Denkmalschutzbehörde vom 20.11.2012. | 09281576 |
|                                         | Mietshaus in geschlossener Bebauung mit Vorgarten | Biesnitzer Straße 23 (Karte)                                                                            | Um 1900 | Baugeschichtlich und städtebaulich von Bedeutung. Balkons mit Gittern rechts und links im ersten und zweiten Obergeschoss, im dritten Obergeschoss in der Mitte. | 09281577 |
|                                         | Mietshaus in geschlossener Bebauung mit Vorgarten | Biesnitzer Straße 24 (Karte)                                                                            | Bezeichnet mit 1901                                                                                                 | Bauherr ist der Bauunternehmer Karl Rietz, baugeschichtlich und städtebaulich von Bedeutung. Balkons rechts und links im ersten und zweiten Obergeschoss. | 09281578 |
|                                         | Mietshaus in geschlossener Bebauung, Eckhaus | Biesnitzer Straße 25, 26 (Arndtstraße 1) (Karte)                                                        | 1920er Jahre | Architekt Alfred Hentschel, architekturgeschichtlich von Bedeutung. Art-déco-Gestaltungselemente. Originale Fenster mit reich profilierten Fenstergewänden. Originale Haustür und Eingangszone. | 09281988 |
|                                         | Mietshaus mit Laden in geschlossener Bebauung, Eckhaus, mit Vorgarten | Biesnitzer Straße 27 (Karte)                                                                            | Um 1900 | Baugeschichtlich und städtebaulich von Bedeutung. Eckladen mit originaler Front. Erstes bis drittes Obergeschoss Eckbalkons mit Gittern. | 09280277 |
|                                         | Mietshaus in geschlossener Bebauung mit Vorgarten und Einfriedung | Biesnitzer Straße 28 (Karte)                                                                            | Um 1900 | Städtebaulich von Bedeutung. Balkons in Mitte fehlen. | 09280278 |
|                                         | Mietshaus in geschlossener Bebauung mit Vorgarten | Biesnitzer Straße 29 (Karte)                                                                            | Um 1908 | Reiche Fassade, baugeschichtlich und städtebaulich von Bedeutung. Klinkerbau. Restaurant sicher neu. Treppenhaus Rauten-Bleiglasfenster mit kleinen gemalten Architekturansichten. | 09280279 |
|                                         | Mietshaus in geschlossener Bebauung mit Vorgarten | Biesnitzer Straße 30 (Karte)                                                                            | 1902 | Obergeschosse Klinker, baugeschichtlich und städtebaulich von Bedeutung. Rechts und links je drei Balkons mit Gittern. Treppenhaus Rauten-Bleiglasfenster. Fußbodenkacheln. | 09280280 |
|                                         | Mietshaus in geschlossener Bebauung mit Vorgarten | Biesnitzer Straße 31 (Karte)                                                                            | Um 1904 | Obergeschosse Klinker, repräsentative und baukünstlerisch qualitätvolle Fassade, baugeschichtlich und städtebaulich von Bedeutung. Erdgeschoss Mitte Altan, erstes Obergeschoss Mittelbalkon mit Gitter, Zweites Obergeschoss rechts und links je ein Balkon mit Gitter. Treppenhaus Terrazzo-Mosaikfußboden, Fenster mit Schablone bemalt. Hofdurchfahrt mit Art-déco-Schablonenblümchen. | 09280281 |
|                                         | Mietshaus für geschlossene Bebauung | Biesnitzer Straße 32 (Karte)                                                                            | 1914 | Gestalterisch bedeutsamer, sachlich-monumentaler Bau, architekturgeschichtlich von Bedeutung. Verglastes Treppenhaus mit Bleiglasscheiben. Rechts und links davon Erker, darauf im dritten Obergeschoss Balkon mit Kentauren. Pilastergliederung. | 09280282 |
|                                         | Fabrik | Biesnitzer Straße 33 (Karte)                                                                            | Um 1912 | Kinderwagenfabrik C. H. Otto, Prokurist Pfeifer, möglicherweise Stahlbeton-Skelett, baugeschichtlich von Bedeutung. Klassischer Aufbau mit Dreiecksgiebel, ältere Haustür, originale Fenster, Innenausstattung des Büroteils völlig original. | 09280284 |
|                                         | Wohnhaus mit Einfriedung | Biesnitzer Straße 35 (Karte)                                                                            | Um 1900 | Nach links Brandmauer, Jugendstil-Fassadendekor, baukünstlerisch von Bedeutung. Innen Holzschmuck- und Verkleidung. Hier wohnte und starb 1930 der Görlitzer Architekt Gerhard Röhr. Hagspiel hatte ihm das Haus gekauft. | 09280268 |
|                                         | Villa mit Einfriedung und Garten | Biesnitzer Straße 36 (Karte)                                                                            | Um 1900 | Architekt möglicherweise Gerhard Röhr aus Görlitz, baugeschichtlich von Bedeutung. Üppiger Neubarock. Repräsentatives Treppenhaus mit großen farbigen Bleiglasfenstern mit Blumendarstellungen. | 09280269 |
| Weitere Bilder                          | Jüdischer Friedhof mit Gedenkstätte, allen Grabmalen, der Predigthalle der 1850 begründeten Synagogengemeinde, dem angebauten Wohnhaus für Gärtner und Friedhofswärter und der Einfriedungsmauer sowie Baumreihen, Solitärbäumen und Resten einer Allee                                                                                       | Biesnitzer Straße 37 (Karte)                                                                            | 1849 Friedhof angelegt; 1896 Predigthalle (Feierhalle); 1922 (Einfriedung); 1892 (Gärtner-Wohnhaus); 1951 (Jüdisch) | Geschichtlich, künstlerisch und wissenschaftlich von Bedeutung. Am südlichen Rand das Denkmal für 323 auf dem Friedhof bestattete Opfer des KZ-Außenlagers Görlitz, aufgestellt 1951. 1847 Preußisches Toleranzedikt und 1869 preußische Gesetzesgrundlage als Voraussetzung für jüdisches Leben in Görlitz. | 09281906 |
|                                         | Doppelwohnhaus mit Einfriedung | Biesnitzer Straße 56, 57 (Karte)                                                                        | 1926 | Bestandteil der Siedlung Pestalozzistraße, Fröbelstraße und Biesnitzer Straße, baugeschichtlich und sozialgeschichtlich von Bedeutung. Die Häuser der Wohnanlage sind größtenteils zu Reihenhäusern mit zwei oder mehreren Eingängen zusammengefasst, von einer Einfriedung mit Ziegelsockel und -säulen sowie hölzernen Zaunsfeldern eingefasst und weisen eine einheitliche Gestaltung auf: Leicht vorgezogene Treppenhäuser, meistens mit farbigen Bleiglasscheiben. Alles Putzbauten mit kleinem, ziegelsichtigen Sockel. Walmdächer. Alle Häuser sind im Originalzustand erhalten. | 09280023 |
|                                         | Wohnhaus und Einfriedung, Doppelwohnhaus mit Pestalozzistraße 1 | Biesnitzer Straße 58 (Karte)                                                                            | 1926 | Bestandteil der Siedlung Pestalozzistraße, Fröbelstraße und Biesnitzer Straße, baugeschichtlich und sozialgeschichtlich von Bedeutung. Die Häuser der Wohnanlage sind größtenteils zu Reihenhäusern mit zwei oder mehreren Eingängen zusammengefasst, von einer Einfriedung mit Ziegelsockel und -säulen sowie hölzernen Zaunsfeldern eingefasst und weisen eine einheitliche Gestaltung auf: Leicht vorgezogene Treppenhäuser, meistens mit farbigen Bleiglasscheiben. Alles Putzbauten mit kleinem, ziegelsichtigen Sockel. Walmdächer. Alle Häuser sind im Originalzustand erhalten. | 09280024 |
|                                         | Mietshaus in geschlossener Bebauung, Eckhaus, mit Vorgarten | Biesnitzer Straße 65 (Karte)                                                                            | Um 1900 | Baugeschichtlich und straßenbildprägend von Bedeutung. Eckhaus zur Büchtemannstraße. Eckbalkons erstes bis drittes Obergeschoss mit Gittern Ecke hochgezogen. Eingangsbereich Art-déco-Fries. | 09280276 |
|                                         | Mietshaus in geschlossener Bebauung mit Vorgarten | Biesnitzer Straße 66 (Karte)                                                                            | Um 1900 | Baugeschichtlich und städtebaulich von Bedeutung | 09280275 |
|                                         | Mietshaus in geschlossener Bebauung mit Vorgarten | Biesnitzer Straße 67 (Karte)                                                                            | Um 1900 | Baugeschichtlich und städtebaulich von Bedeutung | 09280274 |
|                                         | Mietshaus in geschlossener Bebauung mit Vorgarten | Biesnitzer Straße 68 (Karte)                                                                            | Um 1900 | Baugeschichtlich und städtebaulich von Bedeutung | 09280273 |
|                                         | Mietshaus in geschlossener Bebauung mit Vorgarten und Einfriedung | Biesnitzer Straße 69 (Karte)                                                                            | Um 1900 | Baugeschichtlich und städtebaulich von Bedeutung. Treppenhaus farbige Bleiglasfenster, Fußbodenkacheln. | 09280272 |
|                                         | Mietshaus in geschlossener Bebauung mit Vorgarten | Biesnitzer Straße 70 (Karte)                                                                            | Um 1900 | Baugeschichtlich und städtebaulich von Bedeutung | 09280271 |
|                                         | Mietshaus in geschlossener Bebauung mit Vorgarten | Biesnitzer Straße 71 (Karte)                                                                            | Um 1920 | Baugeschichtlich von Bedeutung. Putzbänder. Originale Fenster. | 09280270 |
|                                         | Mietshaus mit Laden in geschlossener Bebauung, Eckhaus, mit Vorgarten und Einfriedung | Biesnitzer Straße 72 (Karte)                                                                            | Um 1900 | Baugeschichtlich und straßenbildprägend von Bedeutung. Eckladen mit originaler Front. Eckbalkons mit Gittern erstes bis drittes Obergeschoss. Ecke hochgezogen. Innen Terrazzo-Mosaikfußboden. | 09280283 |
|                                         | Mietshaus mit Eckladen in geschlossener Bebauung, stumpfe Ecke zur Biesnitzer Straße, mit Vorgarten | Biesnitzer Straße 73 (Reichertstraße 2) (Karte)                                                         | Um 1900 | baugeschichtlich, städtebaulich und straßenbildprägend von Bedeutung. Jugendstil-Fassade, stumpfe Ecke als Eckerker turmartig hochgezogen, Eckladen mit originaler Front, farbige Bleiglasfenster mit Blumen im Treppenhaus. Rechts erstes, zweites und drittes Obergeschoss Balkons mit Gittern. | 09281580 |
|                                         | Mietshaus in geschlossener Bebauung mit Vorgarten | Biesnitzer Straße 74 (Karte)                                                                            | Um 1900 | Baugeschichtlich und städtebaulich von Bedeutung. Balkons mit Gittern im ersten und zweiten Obergeschoss. Treppenhaus farbige Bleiglasfenster und Terrazzo-Mosaikfußboden. | 09281581 |
|                                         | Mietshaus in geschlossener Bebauung mit Vorgarten | Biesnitzer Straße 75 (Karte)                                                                            | Um 1900 | Baugeschichtlich und städtebaulich von Bedeutung. rechts erstes, zweites und drittes Obergeschoss Loggien mit Gittern. | 09281563 |
|                                         | Mietshaus mit Läden in geschlossener Bebauung mit Vorgarten | Biesnitzer Straße 76 (Karte)                                                                            | Um 1900 | Baugeschichtlich und städtebaulich von Bedeutung. Klinkergliederung, erstes Obergeschoss Balkon mit Gittern, Dachlandschaft kaputt. Läden mit originaler Front. Hofeinfahrt. | 09281564 |
|                                         | Mietshaus in geschlossener Bebauung mit Vorgarten | Biesnitzer Straße 77 (Karte)                                                                            | Um 1900 | Baugeschichtlich und städtebaulich von Bedeutung. Klinker, im ersten, zweiten und dritten Obergeschoss rechts und links Balkons mit Gittern, Erdgeschoss Mitte Altan. | 09281565 |
|                                         | Mietshaus mit Eckladen in geschlossener Bebauung, Eckhaus, mit Garteneinfriedung und Vorgarten | Biesnitzer Straße 77a (Lutherstraße 34) (Karte)                                                         | Um 1900 | Baugeschichtlich und straßenbildprägend von Bedeutung. Eckbalkons. Eingangsbereich Stuck in Kehle. | 09281567 |
|                                         | Mietshaus mit Laden in geschlossener Bebauung und Vorgarten mit Einfriedung | Biesnitzer Straße 78 (Karte)                                                                            | Um 1900 | Baugeschichtlich und städtebaulich von Bedeutung. Klinker, Mittelbalkons erstes und zweites Obergeschoss. Ladenfenster neu, Einfahrt mit schönen Verblendern. | 09281568 |
|                                         | Mietshaus in geschlossener Bebauung und Vorgarten mit Einfriedung | Biesnitzer Straße 79 (Karte)                                                                            | 1899 | Baugeschichtlich und städtebaulich von Bedeutung. Wohnungstüren und Treppenhausfenster schön geätzt, schöne Fußbodenkacheln. | 09281569 |
|                                         | Mietshaus in geschlossener Bebauung mit Vorgarten | Biesnitzer Straße 80 (Karte)                                                                            | Um 1900 | Baugeschichtlich und städtebaulich von Bedeutung, Klinker | 09281570 |
|                                         | Mietshaus in geschlossener Bebauung mit Vorgarten und Fabrikgebäude im Grundstück dahinter | Biesnitzer Straße 81 (Karte)                                                                            | Ende 19. Jahrhundert                                                                                                | 1923 Zigarrenfabrik Heinrich Hecker, baugeschichtlich und städtebaulich von Bedeutung. Wohnhaus recht herrschaftlich gestaltet mit Mittelerker, Porträtköpfen, farbigen Bleiglasfenstern, Fabrik Flurstück 1672, Klinker, früher Zigarettenfabrik, muss aber nicht die ursprüngliche Bestimmung sein. | 09281571 |
|                                         | Mietshaus in geschlossener Bebauung und Vorgarten mit Einfriedung | Biesnitzer Straße 82 (Karte)                                                                            | Um 1900 | Obergeschosse Klinker, baugeschichtlich und städtebaulich von Bedeutung. Rechts Loggien erstes bis drittes Obergeschoss, in der Durchfahrt sind Wandbilder mit Görlitzmotiven, die wohl freigelegt wurden, Hofdurchfahrt Stuck in der Kehle und Wandbilder mit Görlitzmotiven, Treppenhaus Terrazzo-Mosaikfußboden, geätzte Fenster. | 09281572 |
|                                         | Mietshaus in geschlossener Bebauung mit Vorgarten | Biesnitzer Straße 83 (Karte)                                                                            | Um 1900 | Baugeschichtlich und städtebaulich von Bedeutung. Weiße Verblender, Treppenhaus schöne Fußbodenkacheln. | 09281591 |
|                                         | Mietshaus in geschlossener Bebauung mit Vorgarten | Biesnitzer Straße 84 (Karte)                                                                            | Um 1900 | Baugeschichtlich und städtebaulich von Bedeutung. Klinker, Rechts Loggien erstes bis drittes Obergeschoss. Hofdurchfahrt ein Wandgemälde Mädchen mit Reh, Treppenhaus schöne Fußbodenkacheln, geätzte Treppenhausfenster. | 09281592 |
|                                         | Mietshaus in geschlossener Bebauung und Vorgarten mit Einfriedung | Biesnitzer Straße 85 (Karte)                                                                            | Um 1910 | Baugeschichtlich und städtebaulich von Bedeutung. Originale Fenster, originale Fenstergitter im Erdgeschoss, Putzspiegel an Fassade, Fensterbedachungen, Dachhäuschen. | 09285623 |
|                                         | Mietshaus in geschlossener Bebauung, Eckladen, Eckhaus zur Kamenzer Straße und Vorgarten in einem Teil | Biesnitzer Straße 86 (Karte)                                                                            | Um 1900 | Baugeschichtlich und straßenbildprägend von Bedeutung. Hochgezogene Ecke. | 09281824 |
|                                         | Mietshaus in geschlossener Bebauung | Biesnitzer Straße 87 (Karte)                                                                            | 1887 | Städtebaulich von Bedeutung. Putzprofile, Fensterbedachungen, originale Haustür, neue Plastikfenster. | 09285622 |
|                                         | Mietshaus vom Typus in geschlossener Bebauung | Biesnitzer Straße 88 (Karte)                                                                            | Um 1885 | Baugeschichtlich und städtebaulich von Bedeutung | 09281730 |
|                                         | Luisenstift; Stiftsgebäude mit Uhrenturm, verbunden mit Ursprungsbau im Hof, Einfriedungszaun, Garten mit Gehölzbestand, zwei Gartenskulpturen und eine Vase | Biesnitzer Straße 90, 91, 92, 93 (Karte)                                                                | 1847 (Stift); 1894 (Anbau)                                                                                          | Baugeschichtlich, ortsgeschichtlich und sozialgeschichtlich von Bedeutung. Schlossähnliche Anlage mit langem Trakt mit Vor- und Rücksprüngen und Uhrenturm sowie damit verbundener großer Bau hinten im Grundstück, letzteres der Ursprungsbau des einstigen Frauenheims. Edelweiß, 1847. Der Anbau bis vor zur Straße kam 1894. Dieser Gebäudeteil hat über seine gesamte Rückseite eine Brandmauer. Beschreibung des Gartendenkmals (Ragnhild Kober, 21. September 2008): - Zum Gebäude: im Nordosten des Stiftes zum Garten Austritt mit Geländer aus Metallkonstruktion und Treppe mit sieben Granitstufen und beidseitigem Geländer aus Metallkonstruktion - Einfriedung: im Süden an der Biesnitzer Straße Zaun mit Sockel aus Granit, Pfeilern und Zaunfeldern aus Metallkonstruktion, Tor mit zwei Torflügeln aus Metallkonstruktion, neben dem Tor eine Pforte mit einem Türflügel aus Metallkonstruktion - Erschließung: Zufahrt im Südwesten des Stiftes, geschwungen geführte Wege mit wassergebundener Decke im Garten nordöstlich des Stiftes - Gehölze: Solitärbäume (im Nordosten auf der Gartenseite zwei Eschen, an der Nordostgrenze zwei weitere Eschen, im Nordosten und im Nordwesten des Gebäudes je ein Spitzahorn), Baumgruppe an der Ost-Grenze (zwei Linden, vier Buchen, eine Eiche), Obstbäume, Sträucher (Haselnuss, Falscher Jasmin, Hartriegel, Flieder), Koniferen (Eibe) - Ausstattung: im Nordosten des Stiftes Vase auf einem schmalen hohen Sockel, zwei Statuen aus Sandstein, beschädigt, ein Jüngling, Querflöte spielend, eingehüllt in ein Löwenfell, an einem Baumstumpf lehnend, der rechte Arm des Jünglings fehlt, eine Flora, die rechte Hand rafft das Gewand, die linke ist angewinkelt und trägt einen Kranz aus Rosen, die Sockel der Figuren an den vier unteren Ecken geschmückt mit Akanthusblättern - Wasserelement: Springbrunnen mit Kunststeineinfassung in einem kreisförmigen Beet im Südwesten des Stiftes an der Zufahrt Bemerkung: Beeinträchtigung durch Erweiterungsbau im Osten des Stiftes, asphaltierte Zufahrt zum Stift und zur Tiefgarage unter dem Erweiterungsbau | 09281729 |
|                                         | St.-Otto-Altersheim, nach rechts in geschlossener Bebauung | Biesnitzer Straße 94, 95 (Karte)                                                                        | 1904 | Einst kirchliches Heim für alleinstehende Frauen, Klinkerbau, enthielt früher auch Stätte für Kinderbetreuung und Volksküche, baugeschichtlich, ortsgeschichtlich und sozialgeschichtlich von Bedeutung. Innen allerhand farbiges Bleiglas, so auch die Treppenhausfenster und die Eingangstür. Terrazzo-Mosaikfußboden. | 09281728 |
| Direkt Bild zu diesem Denkmal hochladen | Blockhaus; Militärischer Schutzbau, als Gaststätte umgenutzt mit Nebenanlage Gastwirtschaftsgarten und Aussichtsplattform | Blockhausstraße 9 (Karte)                                                                               | 1855 (als Blockhaus bezeichnet)                                                                                     | 1857 an Stelle des militärischen Schutzbaus für den Brückenbau errichtet, Aussichtsplateau von 1891 (siehe auch Obermühlberge, Dr.-Kahlbaum-Allee – Objekt 09302369), Kernbau zyklopisches Bruchsteinmauerwerk mit Klinker, ansonsten Klinker, eingeschossig mit flachen Dächern und Attika mit Zinnen und weit überkragenden Ecktürmen, baugeschichtlich und ortsgeschichtlich von Bedeutung. „Blockhaus“ gab Straße den Namen. Am 27. Oktober 1891 wurde hier für Heerführer Prinz Friedrich Karl von Preußen ein Denkmal enthüllt, da dieser 1866 in Görlitz sein Hauptquartier hatte. 1942 für Kriegszwecke demontiert. Das militärische Objekt zum Schutz der Brücke war mit Blockstation für optische Telegrafie - Geschichte (entnommen: Görlitzer Gaststätten um 1900. Görlitz-Zittau 2005. S. 43 und Sander, Friedrich W: Bäume und Sträucher der Görlitzer Grünanlagen. Görlitz 1980. 21f): - 1855 Errichtung des Blockhauses als militärischen Bau zum Schutz des Eisenbahnviadukts auf Anordnung des Preußischen Kriegsministeriums - 1857 Umnutzung als Gaststätte - 1859 Errichtung einer Veranda - bis 1870 Ausbau der Kolonnaden an der Westseite - 1872 umfangreiche Gehölzpflanzungen - 1891Eröffnung des Aussichtsplateaus (vgl. Bauakte) und Einweihung eines Denkmals für Friedrich Karl von Preußen - 1920er Jahre umfangreiche Umbauten, - 1942 Demontage des Denkmals zur Kriegszwecken, - seit 1954 Nutzung als Kindergarten, Nebenanlage Garten: - ehemaliges Erscheinungsbild (anhand historischer Postkarten rekonstruiert): mit wassergebundener Decke befestigter Platz, zentral angeordnetes Denkmal für Friedrich Karl von Preußen, regelmäßig angeordnete Schattenbäume, unter denen sich die Tische befanden, Aussichtsplattform mit Blick auf das Neißetal, das Viadukt und die Ölmühle - Gehölzbestand: ehemalige geschnittene, hufeisenförmig angeordnete Hecke aus Feld-Ahorn (Acer campestre), regelmäßig angeordnete, alte Exemplare von Eichen (Quercus spec.) - Störfaktor: durch die Nutzung als Kindergarten ist der Charakter des Gaststättengartens kaum mehr erlebbar                       | 09280875 |
| Direkt Bild zu diesem Denkmal hochladen | Stadtplatz als streng symmetrische axiale Anlage in zwei Ebenen mit Wege- und Platzflächen, Rasen- und Gehölzflächen und drei Baumreihen | Büchtemannstraße (Ecke Reichertstraße) (Karte)                                                          | 1920er Jahre | Langgestreckter nach Nordwesten zugespitzter dreieckiger Stadtplatz zwischen Reichertstraße und Büchtemannstraße, mit Wegen, Plätzen, Rasen und alten Gehölzen und Bäumen, Treppenanlage, drei Baumreihen, gartenkünstlerisch und städtebaulich von Bedeutung | 09281673 |
| Direkt Bild zu diesem Denkmal hochladen | Toilettenhäuschen | Büchtemannstraße (Ecke Biesnitzer/Gutenbergstraße) (Karte)                                              | Um 1925 | Klinker, sozialgeschichtlich von Bedeutung | 09280267 |
|                                         | Mietshaus in vom Typ geschlossener Bebauung mit Vorgarten und Einfriedung | Carl-von-Ossietzky-Straße 1 (Karte)                                                                     | Um 1900 | Baugeschichtlich und städtebaulich von Bedeutung. Oben Klinker. Rechts offene Loggien. über Eingang Reste farbigen Bleiglases. Schöne Fußbodenkacheln. | 09281481 |
|                                         | Mietshaus in geschlossener Bebauung mit Vorgarten | Carl-von-Ossietzky-Straße 2 (Karte)                                                                     | Um 1900 | Baugeschichtlich und städtebaulich von Bedeutung. Verwendung von Klinker. Erstes Obergeschoss Mitte Balkon. Über Eingang farbiges Bleiglasfenster, Eingangstür geätzt, ebenso die Windfangtür. Treppenhausfenster farbiges Bleiglas (Rauten). Terrazzo-Mosaikfußboden. | 09281480 |
|                                         | Mietshaus in geschlossener Bebauung mit Vorgarten | Carl-von-Ossietzky-Straße 3 (Karte)                                                                     | Um 1900 | Baugeschichtlich und städtebaulich von Bedeutung. Verwendung von Klinker. Über Eingang farbiges Bleiglas. Rechts und links offene Loggien. Innen Mosaik-Terrazzo. Reste von ehemaligen Bleiglasfenstern (Rauten). | 09281479 |
|                                         | Mietshaus in geschlossener Bebauung mit Vorgarten | Carl-von-Ossietzky-Straße 4 (Karte)                                                                     | Um 1900 | Baugeschichtlich und städtebaulich von Bedeutung. Im ersten Obergeschoss Balkon. Schöne farbige Bleiglasfenster im Treppenhaus. | 09281509 |
|                                         | Mietshaus in geschlossener Bebauung mit Vorgarten | Carl-von-Ossietzky-Straße 5 (Karte)                                                                     | Um 1900 | Baugeschichtlich und städtebaulich von Bedeutung. Innen Terrazzo-Mosaikfußboden. | 09281508 |
|                                         | Mietshaus in geschlossener Bebauung mit Vorgarten | Carl-von-Ossietzky-Straße 6 (Karte)                                                                     | Um 1900 | Aufwändige Fassade, baugeschichtlich und städtebaulich von Bedeutung. Mittelerker. Im ersten und zweiten Obergeschoss rechts und links je zwei Balkons mit schmiedeeisernen Gittern. Innen Fußbodenkacheln. | 09281507 |
|                                         | Mietshaus in geschlossener Bebauung mit Vorgarten | Carl-von-Ossietzky-Straße 7 (Karte)                                                                     | Um 1900 | Historismusfassade, baugeschichtlich und städtebaulich von Bedeutung. Im Erdgeschoss Altan. | 09281506 |
|                                         | Mietshaus in geschlossener Bebauung mit Vorgarten | Carl-von-Ossietzky-Straße 8 (Karte)                                                                     | Um 1900 | Historismusfassade, baugeschichtlich und städtebaulich von Bedeutung. Drei Balkons im rechten Winkel angeordnet, mit schmiedeeisernen Gittern. In Hofdurchfahrt ein Medaillon. | 09281505 |
|                                         | Mietshaus in geschlossener Bebauung mit Vorgarten | Carl-von-Ossietzky-Straße 9 (Karte)                                                                     | Um 1900 | Baugeschichtlich und städtebaulich von Bedeutung. Im Erdgeschoss Verwendung von Klinker. Erdgeschoss Altan. Erstes und zweites Obergeschoss mit Erker. Drittes Obergeschoss Balkon. Über Hofdurchfahrt farbiges Bleiglasfenster. In Durchfahrt Deckenmalerei. Im Treppenhaus Reste von Schablonenmalerei. | 09281504 |
|                                         | Mietshaus in geschlossener Bebauung mit Vorgarten und Einfriedung | Carl-von-Ossietzky-Straße 10 (Karte)                                                                    | Um 1895 | Baugeschichtlich und städtebaulich von Bedeutung. Üppiges Neubarock. Im ersten Obergeschoss Balkon mit schmiedeeisernem Gitter. Dachlandschaft entstellt. Farbiges Bleiglas an Windfangtür und in Treppenhausfenstern. Terrazzo-Mosaikfußböden. | 09281521 |
|                                         | Mietshaus in geschlossener Bebauung mit Vorgarten | Carl-von-Ossietzky-Straße 11 (Karte)                                                                    | Um 1900 | Baugeschichtlich und städtebaulich von Bedeutung. Großer Zwerchgiebel in der Mitte. Im Eingangsbereich Stuck in Kehle (Jugendstil). Terrazzo mit Mosaik. Sehr schön glänzende (geätzte???) Flügeltüren, Wohnungstüren und teilweise Treppenhausfenster. | 09281520 |
|                                         | Mietshaus mit Laden in geschlossener Bebauung, Eckhaus zur Lessingstraße, mit Vorgarten | Carl-von-Ossietzky-Straße 12 (Karte)                                                                    | Um 1895 | Baugeschichtlich und städtebaulich und straßenbildprägend von Bedeutung. Eckturm und verschiedene Zwerchgiebel, Balkons. Im Erdgeschoss Eckladen mit originaler Front. Im Treppenhaus sehr schöne Bleiglasfenster mit Blütenmotiven. Fußbodenkacheln. | 09281519 |
|                                         | Schule und Turnhalle, Eckbau an Ossietzky- und Lessingstraße | Carl-von-Ossietzky-Straße 13, 14, 15, 16 (Karte)                                                        | 1913 | Architekten Schilling und Graebner, baugeschichtlich und ortsgeschichtlich von Bedeutung. Unter Denkmalschutz: Gebäudeflügel entlang der Ossietzky- und Lessingstraße, die diagonal eingestellte Turnhalle im Hof und der Hofflügel. Reste der Innenarchitektur (keine Ausstattung). | 09281514 |
|                                         | Mietshaus in geschlossener Bebauung mit Vorgarten | Carl-von-Ossietzky-Straße 17 (Karte)                                                                    | Um 1895 | Baugeschichtlich und städtebaulich von Bedeutung | 09281513 |
|                                         | Mietshaus in geschlossener Bebauung mit Vorgarten | Carl-von-Ossietzky-Straße 18 (Karte)                                                                    | Um 1895 | Baugeschichtlich und städtebaulich von Bedeutung. Innen Fußbodenkacheln. | 09281512 |
|                                         | Mietshaus in geschlossener Bebauung mit Vorgarten und Einfriedung | Carl-von-Ossietzky-Straße 19 (Karte)                                                                    | Um 1895 | Baugeschichtlich und städtebaulich von Bedeutung. Klinkerbau. Im ersten und zweiten Obergeschoss Balkons mit Gittern. Innen schöne Fußbodenkacheln. | 09281598 |
|                                         | Mietshaus in geschlossener Bebauung mit Vorgarten und Einfriedung | Carl-von-Ossietzky-Straße 20 (Karte)                                                                    | Um 1895 | Baugeschichtlich und städtebaulich von Bedeutung. Klinkerbau. Im ersten und zweiten Obergeschoss Balkons mit Gittern. Über Eingang farbige Bleiglasfenster. Im Eingangsbereich Stuck in Kehle. Treppenhausfenster mit verschiedenem Glas. | 09281597 |
|                                         | Mietshaus in geschlossener Bebauung mit Vorgarten | Carl-von-Ossietzky-Straße 21 (Karte)                                                                    | Um 1895 | Baugeschichtlich und städtebaulich von Bedeutung. Klinkerbau. Im Erdgeschoss Altan. Im ersten und zweiten Obergeschoss Balkons mit Gittern. Im Eingangsbereich Stuck in Kehle, schabloniert bemalte Scheiben. | 09281596 |
|                                         | Mietshaus in geschlossener Bebauung mit Vorgarten und Einfriedung | Carl-von-Ossietzky-Straße 22 (Karte)                                                                    | Um 1895 | Baugeschichtlich und städtebaulich von Bedeutung. Erker im ersten und zweiten Obergeschoss. Im Eingangsbereich Stuck in Kehle, Terrazzo mit Mosaik. Schabloniert bemalte Türen und Fenster im Treppenhaus. | 09281595 |
|                                         | Mietshaus in halboffener Bebauung, Eckhaus, mit Vorgarten | Carl-von-Ossietzky-Straße 23 (Karte)                                                                    | Um 1895 | Baugeschichtlich, städtebaulich und straßenbildprägend von Bedeutung. An Goethestraße rechts im zweiten Obergeschoss Erker. Im Eingangsbereich schöne Kacheln, Stuck in Kehle, ein Medaillon. Sehr schöne geätzte Fenster im Treppenhaus. | 09281594 |
|                                         | Mietshaus, Eckhaus zur Goethestraße, dort in offener Bebauung, mit Vorgarten | Carl-von-Ossietzky-Straße 24 (Karte)                                                                    | Um 1900 | Baugeschichtlich und städtebaulich von Bedeutung. Eckhaus mit Erkern, Eckturm, Zwerchgiebeln. Vier große Balkons zur Ossietzky-Straße. Im Treppenhaus farbige Bleiglasfenster mit floralen Motiven, dazu geätztes Glas. Schöne Holzveranden. Geätzte Eingangs- und Windfangtür. Terrazzo-Mosaikfußboden. | 09281489 |
|                                         | Mietshaus in geschlossener Bebauung mit Vorgarten und Einfriedung | Carl-von-Ossietzky-Straße 25 (Karte)                                                                    | Um 1900 | Baugeschichtlich und städtebaulich von Bedeutung. Klinkerbau. Im Erdgeschoss Altan. Im ersten und zweiten Obergeschoss Balkons mit Gittern. Im Eingang Wandmalerei mit stilisierten Landschaften. Terrazzo-Mosaikfußboden. Geätzte Eingangstür. | 09281490 |
|                                         | Mietshaus in geschlossener Bebauung mit Vorgarten | Carl-von-Ossietzky-Straße 26 (Karte)                                                                    | Um 1905 | Baugeschichtlich und städtebaulich von Bedeutung. Mittel-Zwerchgiebel. Am Eingangsbereich Stuck in Kehle. Fußbodenkacheln. | 09281491 |
|                                         | Mietshaus, nach rechts freistehend, mit Vorgarten | Carl-von-Ossietzky-Straße 27 (Karte)                                                                    | Nach 1900 | Städtebaulich von Bedeutung. Fassade geglättet. Innen aber alte Ausstattung mit Terrazzo-Mosaik, alten Wohnungstüren und Geländer. Geätzte Treppenhausfenster. Eingangsvorbau. | 09281492 |
|                                         | Wohnhaus mit Vorgarten und Einfriedung | Carl-von-Ossietzky-Straße 28 (Karte)                                                                    | Um 1895 | Gestaltung im Stile des 17. Jahrhunderts, baugeschichtlich und straßenbildprägend von Bedeutung. Alte Hausausstattung. | 09281493 |
|                                         | Mietshaus in geschlossener Bebauung mit Vorgarten und Einfriedung | Carl-von-Ossietzky-Straße 29 (Karte)                                                                    | Um 1905 | Baugeschichtlich und städtebaulich von Bedeutung. Im Erdgeschoss Altan. Im ersten und zweiten Obergeschoss große Balkons. Im Eingangsbereich etwas Stuck. Schöne geätzte Windfangtür. Reste geätzter Treppenhausfenster. | 09281494 |
|                                         | Mietshaus in geschlossener Bebauung mit Vorgarten | Carl-von-Ossietzky-Straße 30 (Karte)                                                                    | Um 1905 | Baugeschichtlich und städtebaulich von Bedeutung. Im ersten und zweiten Obergeschoss Balkons mit Gittern. Im Eingangsbereich Stuck in Kehle und Medaillon. Schön geätzte Treppenhausfenster. Fußbodenkacheln. | 09281495 |
|                                         | Mietshaus in geschlossener Bebauung mit Vorgarten | Carl-von-Ossietzky-Straße 31 (Karte)                                                                    | Um 1905 | Fassade in norddeutschen Neorenaissance, baukünstlerisch und städtebaulich von Bedeutung. Klinkerbau. Im ersten und zweiten Obergeschoss Balkons. Im Treppenhaus Rauten-Bleiglas. Fußbodenkacheln. Im Eingangsbereich hüfthohe Holzverkleidung. | 09281496 |
|                                         | Mietshaus mit Laden in geschlossener Bebauung und Vorgarten | Carl-von-Ossietzky-Straße 32 (Karte)                                                                    | Um 1905 | Baugeschichtlich und städtebaulich von Bedeutung. Laden mit alter Front. Balkons mit Gittern im ersten und zweiten Obergeschoss. Im Eingangsbereich Stuck in Kehle und Medaillon. Terrazzo-Mosaikfußboden. Im Treppenhaus Art-déco-Fries (Schablone). | 09281497 |
|                                         | Mietshaus in geschlossener Bebauung mit Vorgarten | Carl-von-Ossietzky-Straße 33 (Karte)                                                                    | 1920er Jahre | Städtebaulich von Bedeutung. Hier war 1925 das Baugeschäft von Maurer- und Zimmermeister August Kämpfer. Im Treppenhaus farbige Bleiglasfenster. | 09281498 |
|                                         | Mietshaus in geschlossener Bebauung mit Vorgarten | Carl-von-Ossietzky-Straße 34 (Karte)                                                                    | 1927/28, Pläne 1926                                                                                                 | Städtebaulich von Bedeutung. Fassaden typisch glatt. Treppenhaus herausgestellt mittels Art-déco-Bleiglasmotiven (farbig). Alte Hausausstattung, s. a. Nummer 35. | 09281499 |
|                                         | Mietshaus in geschlossener Bebauung mit Vorgarten | Carl-von-Ossietzky-Straße 35 (Karte)                                                                    | 1927/28, Pläne 1926                                                                                                 | Bauherr Maurer- und Zimmermeister August Kämpfer, baugeschichtlich und städtebaulich von Bedeutung. Analoge Gestaltung wie bei Nummer 34. | 09281500 |
|                                         | Mietshaus in geschlossener Bebauung mit Vorgarten | Carl-von-Ossietzky-Straße 36 (Karte)                                                                    | 1927/28, Pläne 1926                                                                                                 | Städtebaulich von Bedeutung. Herausgehobener Eingang mit darüberliegendem Treppenhaus, mit farbigem Bleiglas. Fassade interessant, mit Gesimsen. Innen alte Ausstattung, s. a. Nummer 37. | 09281501 |
|                                         | Mietshaus in geschlossener Bebauung mit Vorgarten | Carl-von-Ossietzky-Straße 37 (Karte)                                                                    | 1927/28, Pläne 1926                                                                                                 | Städtebaulich von Bedeutung. Gestaltung wie bei Nummer 36. Aber Bleiglas fehlt teilweise. | 09281502 |
|                                         | Mietshaus mit Läden in geschlossener Bebauung, Eckhaus zur Wielandstraße, dort nach rechts freistehend | Carl-von-Ossietzky-Straße 38 (Karte)                                                                    | 1920er Jahre | Baugeschichtlich und städtebaulich von Bedeutung. Balkone im ersten, zweiten und dritten Obergeschoss. Eingangsbereich und gesamtes Erdgeschoss innen mit leicht geschupperten Fliesen verkleidet. An rechter Seite (in Ausrichtung zur Wielandstraße) große Balkons. Im Treppenhaus interessante farbige Bleiglasfenster. | 09281503 |
|                                         | Wohnhaus mit Garteneinfriedung und Vorgarten | Carl-von-Ossietzky-Straße 41 (Karte)                                                                    | Um 1910 | Im Heimatstil erbaut, baugeschichtlich von Bedeutung. Großes gebrochenes Satteldach. | 09281510 |
|                                         | Villa mit Garteneinfriedung und Vorgarten | Carl-von-Ossietzky-Straße 42 (Karte)                                                                    | Um 1905 | Architekturgeschichtlich und baukünstlerisch von Bedeutung. Im Eingangsbereich Keramikverkleidung in Hüfthöhe, geflammt. Alte Innenarchitektur. Mehrere halbrunde Erker. | 09281511 |
| Weitere Bilder                          | Wohnhaus, nach rechts in geschlossener Bebauung, mit Garteneinfriedung und Vorgarten | Carl-von-Ossietzky-Straße 43 (Karte)                                                                    | 1898 | Klinker mit Putzgliederung im Stil der nördlichen Renaissance, architekturgeschichtlich und baukünstlerisch von Bedeutung. Links Eckturm mit Haube. Innen Reste farbiger Bleiglasfenster, geätzte Windfangtür. Originale Innenausstattung. Fußbodenkacheln. War zunächst Wohnhaus und Verwaltungsgebäude. | 09281486 |
| Weitere Bilder                          | Mietshaus in geschlossener Bebauung mit Vorgarten | Carl-von-Ossietzky-Straße 44 (Karte)                                                                    | Um 1900 | Qualitätvolle Fassade im Neobarock, baugeschichtlich und städtebaulich von Bedeutung. Große, auf Säulen ruhende geschwungene Balkons mit Eisengittern. | 09281485 |
| Weitere Bilder                          | Mietshaus in geschlossener Bebauung, Eckhaus, mit Vorgarten | Carl-von-Ossietzky-Straße 45 (Zittauer Straße 31) (Karte)                                               | Um 1900 | Obergeschosse Klinker, Eckladen mit originaler Front, baugeschichtlich und städtebaulich von Bedeutung. Eingangstür mit Resten von Art-déco-Wandmalerei (Schablone). | 09281484 |
|                                         | Wohnhaus mit Einfriedungszaun und Teile des parkähnlich gestalteten Gartens mit Bassin und Solitärbaum | Eichendorffstraße 2 (Karte)                                                                             | 1922 | Baugeschichtlich von Bedeutung. Beschreibung des Gartendenkmals (Ragnhild Kober, 12. Januar 2009 mit Änderungen von Silke Epple, 6. Januar 2015): - Einfriedung: Zaun mit Sockel und Pfeilern aus Beton sowie Zaunfeldern aus Metallkonstruktion, Pforte mit einem Türflügel aus Metallkonstruktion - Treppenaufgang: aus dem Garten zur Villa westlich des Gebäudes - Gehölze: südlich der Villa Solitärbaum (Eiche), am Südeingang Trauer-Ulme, im Süd-Bereich vier Apfelbäume, an der West-Grenze Altbäume (Fichte, Linde, Walnuss, Buche, Rosskastanie), zwei Eiben, Rhododendron - Wasserelemente: im Süden des Hauses rundes Wasserbecken aus Beton - Bemerkung: im Süden des Hauses Einordnung eines Parkplatzes, dafür starke Eingriffe in das Bodenrelief dieses ehemaligen Gartenbereichs, | 09280178 |
|                                         | Wohnhaus, Nebengebäude und Gartenpavillon eines Hofes | Eichendorffstraße 7 (Karte)                                                                             | 1859 | Gebaut von Stadtgartenbesitzer Schubert, Haus traditionell mit Walmdach, baugeschichtlich von Bedeutung. 1864 Besitzer Rauthe, lief damals als Zittauer Straße 3, Bauakten geben nicht mehr her. | 09280177 |
| Direkt Bild zu diesem Denkmal hochladen | Stadtpark mit Bodenrelief, Wegesystem und Gehölzbestand | Erich-Mühsam-Straße (nahe der Kreuzkirche) (Karte)                                                      | 1914–1916 | Für die Südstadt als sogenannter „Südpark“ 1914–1916 angelegt, gartenkünstlerisch und städtebaulich von Bedeutung | 09282982 |
| Weitere Bilder                          | Kreuzkirche und Kreuzkirchgemeindehaus; Kirche mit Gemeindehaus und umgebenden Anlagen wie Vorplatz, Zufahrt, Vegetationsflächen mit Gehölzbestand, Bürgersteige, Zufahrt zum Gemeindehaus und Garten am Gemeindehaus | Erich-Mühsam-Straße 1 (Karte)                                                                           | 1916 | Architekt Rudolf Bitzan, baugeschichtlich und landschaftsgestaltend von Bedeutung. In Stadtrandlage 1913–16 von Rudolf Bitzan aus Dresden erbaut. Restaurierung 1982–90. Theaterartige Inszenierung einer Architektur, völlig untypisch einer Kirche, mit Auffahrt, Foyer und Saal in überraschender Form- und Materialwahl. Gebäudegruppe aus einem saalartigen Bau mit Walmdach und einem mächtigen quadratischen Turm an der Westseite sowie südlich der Kirche das mit ihr baulich verbundene Doppelpfarrhaus und das Gemeindehaus. Der Turm mit großem Kreuzfenster und stark plastischem Glockengeschoss (Gruppen von eng gestellten Rundpfeilern rahmen die Fensterschlitze, Keramikuhr), Walmdach. Um Turm und Eingangsseite Bogengänge auf Pfeilern, die Eingangshalle mit kannelierten eingestellten Betonsäulen und einer großen Auffahrt. Die Vorhalle, die sogenannte Brauthalle, ist ellipsenförmig, mit reich bemalter Decke in Jugendstilmotiven. Der monumentale Kirchenraum mit einer eigentümlichen Kassettendecke und tiefen Emporen auf der Nord- und Südseite. Der Chorraum halbkreisförmig von sechs Säulen eingefasst (der Chorumgang durch eine Orgel um 1970 verstellt), dahinter die Sakristei. Ausstattung aus der Erbauungszeit. | 09281579 |
|                                         | Wohnhaus in geschlossener Bebauung mit Einfriedung und Vorgarten | Fichtestraße 1 (Karte)                                                                                  | 1920er Jahre | Ein Haus mit Fichtestraße 3, Putzbau, Klinkersockel und -portal, baugeschichtlich und städtebaulich von Bedeutung. Originale Fenster und Türen mit Art-déco-Gestaltung. Vorgezogene Treppenhäuser mit farbigen Bleiglasfenstern (geometrische Muster), bandartig durchgezogen. Originale Hausausstattung, Eingangsbereich mit Kachelwänden und -fußböden. | 09281989 |
|                                         | Meyer-Optik; Optisch-mechanische Industrieanstalt Hugo Meyer & Co | Fichtestraße 2 (Karte)                                                                                  | 1923 | Bau von Meyer-Optik, Architekt Alfred Hentschel, baugeschichtlich, ortsgeschichtlich und technikgeschichtlich von Bedeutung. Stahlbetonskelettbau. | 09280242 |
| Direkt Bild zu diesem Denkmal hochladen | Wohnhaus, nach rechts freistehend, mit Einfriedung und Vorgarten | Fichtestraße 3 (Karte)                                                                                  | 1920er Jahre | Ein Haus mit Fichtestraße 1, Putzbau, Klinkersockel und -portal, baugeschichtlich und städtebaulich von Bedeutung | 09281990 |
| Direkt Bild zu diesem Denkmal hochladen | Meyer-Optik; VEB Feinoptisches Werk Görlitz; Feinoptisches Werk Görlitz mit Versorgungszentrum (nördlich) und Funktionsgebäude (südlich) | Fichtestraße 14 (Karte)                                                                                 | 1966 (Funktionsgebäude); 1967/1968 (Versorgungszentrum)                                                             | Versorgungszentrum Hauptbau in Nord-Süd-Ausrichtung, hier Großküche (1000 Essen pro Tag), Fensterband nach Osten in einen auskragenden Kasten gefasst, auch Fensterband nach Westen zum Hof, Pultdach. Nach Westen angebauter zweigeschossiger Baukörper mit Hauptteil des Speiseraums, Konsum-Verkaufsstelle, Sanitärräumen, Raum für den Wirtschaftsleiter. Nach Süden zum Hof Fensterband mit Stahlrahmen-Fenstern, im Untergeschoss kleine Quadratfenster. Schmetterlingsdach. Funktionsgebäude als Verwaltungsbau mit Kellergeschoss, Erd- und Obergeschoss, beidseitig mit Fensterbändern mit Stahlrahmen, nach Osten der Eingang mit freier Überdachungsplatte, Schmetterlingsdach mit Innenentwässerung, alle Bauten Montagebauwerk aus Stahlbeton-Fertigteilen, moderne Architektur mit individuellen Lösungen. Baugeschichtlich singulär, industriegeschichtlich bedeutsam. | 09305211 |
|                                         | Richard-Raupach-Werke; Villa Raupach mit Villengarten und Einfriedungszaun | Fischerstraße 1 (Karte)                                                                                 | 1884 | Bauherr war der Maschinenfabrikant Richard Raupach, Pomologische Gartenstraße 17/19, baugeschichtlich von Bedeutung, Raupachs Park auf der anderen Seite der Zittauer Straße heute Zoo, damit und mit den Außenanlagen der Maschinenfabrik gartenkünstlerisch von Bedeutung. Villa 1896 in ganzer Breite Richtung Pomologische Gartenstraße erweitert, unter anderem zu erwähnen ist der Eisenvorbau. Beschreibung des Gartendenkmals (Ragnhild Kober, 11. Januar 2009): - Einfriedung: an der Ost- und Nord-Grenze Einfriedungszaun mit Sockel als Stützmauer aus Bruchsteinmauerwerk mit Abdeckung aus gebrannten Formsteinen und aufgesetztem Zaun mit Stützen und Zaunfeldern aus Metallkonstruktion, Nord-Pforte mit zwei neuen Pfeilern aus Klinkermauerwerk und einem Türflügel aus Metallkonstruktion - Erschließung: geradlinig verlaufender Weg mit Granitplatten von der Pforte zur Eingangstreppe der Villa - Gehölze: Solitärbäume (Eiche an der Nordgrenze, je eine Rotbuche in der Nordost-, Südost- und Nordwest-Ecke, Rotbuche im Norden der Villa, Rosskastanie in der Südwest-Ecke), Baumgruppe (drei Buchen und ein Bergahorn im Süd-Bereich, drei Eiben und ein Lebensbaum sowie eine Haselnuss an der Ost-Grenze) - Bemerkung: im Westen des Grundstücks Gartenstreifen von außen als PKW-Stellfläche genutzt, Gartenwege von Gras überwachsen | 09281719 |
|                                         | Villa mit Garten im landschaftlichen Stil mit Wasserbecken, Gehölzbestand, Einfriedungszaun und Pforte | Fischerstraße 2 (Karte)                                                                                 | 1904 | Bauherr ist der Kaufmann Hermann Brüning, baugeschichtlich und gartenkünstlerisch von Bedeutung. | 09281721 |
|                                         | Mehrfamilienhaus einer Wohnanlage in geschlossener Bebauung mit Vorgarten und Einfriedungsmauer | Frauenburgstraße 1 (Karte)                                                                              | Bezeichnet mit 1928                                                                                                 | Gebaut von der Stadt Görlitz, städtebaulich und sozialgeschichtlich von Bedeutung, Bruchsteineinfassungsmauer | 09282366 |
| Direkt Bild zu diesem Denkmal hochladen | Mehrfamilienhaus einer Wohnanlage mit Vorgarten und Einfriedungsmauer, gleiche Gestaltung wie Reichertstraße 44, 46, 48 | Frauenburgstraße 2 (Karte)                                                                              | Um 1930 | Sozialer Wohnungsbau, städtebaulich und sozialgeschichtlich von Bedeutung | 09282004 |
|                                         | Drei Mehrfamilienwohnhäuser einer Wohnanlage in geschlossener Bebauung mit Vorgarten und Einfriedungsmauer | Frauenburgstraße 4, 6, 8 (Karte)                                                                        | 1920er Jahre | Städtebaulich und sozialgeschichtlich von Bedeutung. Vorgezogene Portalzone, Granitersatzsteine. Fenster bandartig über Eingang mit Diagonalsprossung. Fenster reichgesprosst und wie die Haustüren original. Fenster schließen bündig mit Wand ab. Einfassung mit Granitmauer (?). Bei Haus Nummer 6 als Mittelhaus Eingang besonders herausgehoben. | 09282005 |
|                                         | Mehrfamilienhaus einer Wohnanlage in geschlossener Bebauung mit Vorgarten und Einfriedungsmauer | Frauenburgstraße 5 (Karte)                                                                              | 1920er Jahre | Gebaut von der Stadt Görlitz, städtebaulich und sozialgeschichtlich von Bedeutung | 09302738 |
|                                         | Vier Doppelwohnhäuser und zwei Einfamilienhaus einer Siedlung | Frauenburgstraße 7, 9, 11, 13, 15, 17, 19, 21, 23, 25 (Karte)                                           | 1920er Jahre | Städtebaulich und sozialgeschichtlich von Bedeutung. Nummer 9–23 Doppelwohnhäuser mit zwei Eingängen, Nummer 25 Einfamilienwohnhaus, durchlaufendes Gesims über erstem Obergeschoss, zwischen 25 und 29 Durchgang zur Fabrikantenvilla Frauenburgstraße 27 | 09283049 |
|                                         | Villa | Frauenburgstraße 27 (Karte)                                                                             | Um 1880 | Neugotische Gestaltung mit Turm und Zinnen, baugeschichtlich von Bedeutung. Zinnenbekrönter Giebel. Einige Elemente in Klinker. | 09282376 |
|                                         | Ein Einfamilienhaus und 19 Doppelwohnhäuser einer Siedlung | Frauenburgstraße 29, 31, 33, 35, 37, 39, 41, 43, 45, 47, 49, 51, 53, 55, 57, 59, 61, 63, 65, 67 (Karte) | 1920er Jahre | Städtebaulich und sozialgeschichtlich von Bedeutung. Nummer 29 Einfamilienwohnhaus, Nummer 31–67 Doppelwohnhäuser mit zwei Eingängen, durchlaufendes Gesims über erstem Obergeschoss, zwischen 25 und 29 Durchgang zur Fabrikantenvilla Frauenburgstraße 27 | 09283050 |
| Direkt Bild zu diesem Denkmal hochladen | Aufenthalts- und Umkleidehaus für den STC Tennisclub Görlitz | Frauenburgstraße 34a (Karte)                                                                            | 1937 | Eingeschossig, in Holz ausgeführt und waagerecht schuppenartig verbrettert, Grundfläche lang und schmal, in der Mitte ein nach vorn auskragenden Aufenthaltsraum, seitlich jeweils Herren- und Damen-Umkleide, Kaffeeküche und Brauseräume, Bau kaum verändert, orts- und baugeschichtlich von Bedeutung | 09307093 |
|                                         | Mehrfamilienhaus der Wohnanlage Frauenburgstraße/Johann-Haß-Straße | Frauenburgstraße 68 (Karte)                                                                             | Bezeichnet mit 1929                                                                                                 | Bezeichnet mit 1929, gebaut von der Stadt Görlitz, städtebaulich und sozialgeschichtlich von Bedeutung. Klinkerverblendungen, reichgesprosste Fenster. | 09302579 |
|                                         | Zwei Mehrfamilienwohnhäuser der Wohnanlage Frauenburgstraße/Johann-Haß-Straße | Frauenburgstraße 69, 71 (Karte)                                                                         | Bezeichnet mit 1929                                                                                                 | Bezeichnet mit 1929, gebaut von der Stadt Görlitz, städtebaulich und sozialgeschichtlich von Bedeutung. Klinkerverblendungen, reichgesprosste Fenster. | 09283051 |
| Direkt Bild zu diesem Denkmal hochladen | Reihenhaus einer Siedlung mit 6 Eingängen und Einfriedung | Frauenburgstraße 70a, 70b, 70c, 70d, 70e, 70f (Karte)                                                   | Um 1930 | Baugeschichtlich und sozialgeschichtlich von Bedeutung. Giebelstellung zur Straße. Klinkerverblendungen, Klinkersockel. Zum Teil originale Einfriedungen. | 09283017 |
| Direkt Bild zu diesem Denkmal hochladen | Reihenhaus einer Siedlung mit 6 Eingängen und Einfriedung | Frauenburgstraße 72a, 72b, 72c, 72d, 72e, 72f (Karte)                                                   | Um 1930 | Baugeschichtlich und sozialgeschichtlich von Bedeutung. Giebelstellung zur Straße. Klinkerverblendungen, Klinkersockel. Zum Teil originale Einfriedungen. | 09283018 |
| Direkt Bild zu diesem Denkmal hochladen | Reihenhaus einer Siedlung mit 6 Eingängen und Einfriedung | Frauenburgstraße 74a, 74b, 74c, 74d, 74e, 74f (Karte)                                                   | Um 1930 | Baugeschichtlich und sozialgeschichtlich von Bedeutung. Giebelstellung zur Straße. Klinkerverblendungen, Klinkersockel. Zum Teil originale Einfriedungen. | 09283021 |
| Direkt Bild zu diesem Denkmal hochladen | Reihenhaus einer Siedlung mit 7 Eingängen, Waschhaus im Hof und Einfriedung | Frauenburgstraße 75a, 75b, 75c, 75d, 75e, 75f, 75g (Karte)                                              | Um 1930 | Baugeschichtlich und sozialgeschichtlich von Bedeutung. Giebelstellung zur Straße. Klinkerverblendungen, Klinkersockel. Zum Teil originale Einfriedungen. | 09283019 |
| Direkt Bild zu diesem Denkmal hochladen | Reihenhaus einer Siedlung mit 6 Eingängen und Einfriedung | Frauenburgstraße 76a, 76b, 76c, 76d, 76e, 76f (Karte)                                                   | Um 1930 | Baugeschichtlich und sozialgeschichtlich von Bedeutung. Giebelstellung zur Straße. Klinkerverblendungen, Klinkersockel. Zum Teil originale Einfriedungen. | 09283022 |
| Direkt Bild zu diesem Denkmal hochladen | Reihenhaus einer Siedlung mit 7 Eingängen und Einfriedung | Frauenburgstraße 77a, 77b, 77c, 77d, 77e, 77f, 77g (Karte)                                              | Um 1930 | Baugeschichtlich und sozialgeschichtlich von Bedeutung. Giebelstellung zur Straße. Klinkerverblendungen, Klinkersockel. Zum Teil originale Einfriedungen. | 09283020 |
| Direkt Bild zu diesem Denkmal hochladen | Reihenhaus einer Siedlung mit 6 Eingängen und Einfriedung | Frauenburgstraße 78a, 78b, 78c, 78d, 78e, 78f (Karte)                                                   | Um 1930 | Baugeschichtlich und sozialgeschichtlich von Bedeutung. Giebelstellung zur Straße. Klinkerverblendungen, Klinkersockel. Zum Teil originale Einfriedungen. | 09283024 |
| Direkt Bild zu diesem Denkmal hochladen | Reihenhaus einer Siedlung mit 7 Eingängen, Waschhaus im Hof und Einfriedung | Frauenburgstraße 79a, 79b, 79c, 79d, 79e, 79f, 79g (Karte)                                              | Um 1930 | Baugeschichtlich und sozialgeschichtlich von Bedeutung. Giebelstellung zur Straße. Klinkerverblendungen, Klinkersockel. Zum Teil originale Einfriedungen. | 09283023 |
| Direkt Bild zu diesem Denkmal hochladen | Reihenhaus einer Siedlung mit 6 Eingängen und Einfriedung | Frauenburgstraße 80a, 80b, 80c, 80d, 80e, 80f (Karte)                                                   | Um 1930 | Baugeschichtlich und sozialgeschichtlich von Bedeutung. Giebelstellung zur Straße. Klinkerverblendungen, Klinkersockel. Zum Teil originale Einfriedungen. | 09283025 |
| Direkt Bild zu diesem Denkmal hochladen | Reihenhaus einer Siedlung mit 7 Eingängen und Einfriedung | Frauenburgstraße 81a, 81b, 81c, 81d, 81e, 81f, 81g (Karte)                                              | Um 1930 | Baugeschichtlich und sozialgeschichtlich von Bedeutung. Giebelstellung zur Straße. Klinkerverblendungen, Klinkersockel. Zum Teil originale Einfriedungen. | 09283026 |
| Direkt Bild zu diesem Denkmal hochladen | Reihenhaus einer Siedlung mit 6 Eingängen und Einfriedung | Frauenburgstraße 82a, 82b, 82c, 82d, 82e, 82f (Karte)                                                   | Um 1930 | Baugeschichtlich und sozialgeschichtlich von Bedeutung. Giebelstellung zur Straße. Klinkerverblendungen, Klinkersockel. Zum Teil originale Einfriedungen. | 09283029 |
| Direkt Bild zu diesem Denkmal hochladen | Reihenhaus einer Siedlung mit 7 Eingängen, Waschhaus im Hof und Einfriedung | Frauenburgstraße 83a, 83b, 83c, 83d, 83e, 83f, 83g (Karte)                                              | Um 1930 | Baugeschichtlich und sozialgeschichtlich von Bedeutung. Giebelstellung zur Straße. Klinkerverblendungen, Klinkersockel. Zum Teil originale Einfriedungen. | 09283027 |
| Direkt Bild zu diesem Denkmal hochladen | Reihenhaus einer Siedlung mit 6 Eingängen und Einfriedung | Frauenburgstraße 84a, 84b, 84c, 84d, 84e, 84f (Karte)                                                   | Um 1930 | Baugeschichtlich und sozialgeschichtlich von Bedeutung. Giebelstellung zur Straße. Klinkerverblendungen, Klinkersockel. Zum Teil originale Einfriedungen. | 09283030 |
| Direkt Bild zu diesem Denkmal hochladen | Reihenhaus einer Siedlung mit 7 Eingängen und Einfriedung | Frauenburgstraße 85a, 85b, 85c, 85d, 85e, 85f, 85g (Karte)                                              | Um 1930 | Baugeschichtlich und sozialgeschichtlich von Bedeutung. Giebelstellung zur Straße. Klinkerverblendungen, Klinkersockel. Zum Teil originale Einfriedungen. | 09283028 |
| Direkt Bild zu diesem Denkmal hochladen | Reihenhaus einer Siedlung mit 6 Eingängen und Einfriedung | Frauenburgstraße 86a, 86b, 86c, 86d, 86e, 86f (Karte)                                                   | Um 1930 | Baugeschichtlich und sozialgeschichtlich von Bedeutung. Giebelstellung zur Straße. Klinkerverblendungen, Klinkersockel. Zum Teil originale Einfriedungen. | 09283031 |
| Direkt Bild zu diesem Denkmal hochladen | Doppelwohnhaus der Wohnanlage Frauenburgstraße | Frauenburgstraße 87, 87a (Karte)                                                                        | Um 1930 | Städtebaulich und sozialgeschichtlich von Bedeutung. Giebelständig zur Straße. Vorgezogene Treppenhäuser mit Giebel und Ochsenauge. Fenster fast bündig mit Wandfläche. Granitportale. | 09283033 |
| Direkt Bild zu diesem Denkmal hochladen | Reihenhaus einer Siedlung mit 6 Eingängen und Einfriedung | Frauenburgstraße 88a, 88b, 88c, 88d, 88e, 88f (Karte)                                                   | Um 1930 | Baugeschichtlich und sozialgeschichtlich von Bedeutung. Giebelstellung zur Straße. Klinkerverblendungen, Klinkersockel. Zum Teil originale Einfriedungen. | 09283032 |
| Direkt Bild zu diesem Denkmal hochladen | Doppelwohnhaus der Wohnanlage Frauenburgstraße | Frauenburgstraße 89, 89a (Karte)                                                                        | Um 1930 | Städtebaulich und sozialgeschichtlich von Bedeutung. Vorgezogene Treppenhäuser mit Giebel und Ochsenauge. Fenster fast bündig mit Wandfläche. Granitportale. | 09283034 |
| Direkt Bild zu diesem Denkmal hochladen | Doppelwohnhaus der Wohnanlage Frauenburgstraße | Frauenburgstraße 91, 91a (Karte)                                                                        | Um 1930 | Städtebaulich und sozialgeschichtlich von Bedeutung. Vorgezogene Treppenhäuser mit Giebel und Ochsenauge. Fenster fast bündig mit Wandfläche. Granitportale. | 09283035 |
| Direkt Bild zu diesem Denkmal hochladen | Doppelwohnhaus der Wohnanlage Frauenburgstraße | Frauenburgstraße 93, 93a (Karte)                                                                        | Um 1930 | Städtebaulich und sozialgeschichtlich von Bedeutung. Vorgezogene Treppenhäuser mit Giebel und Ochsenauge. Fenster fast bündig mit Wandfläche. Granitportale. | 09283036 |
| Direkt Bild zu diesem Denkmal hochladen | Mehrfamilienhaus der Wohnanlage Frauenburgstraße | Frauenburgstraße 95 (Karte)                                                                             | Um 1930 | Städtebaulich und sozialgeschichtlich von Bedeutung. Vorgezogene Treppenhäuser mit Giebel und Ochsenauge. Fenster fast bündig mit Wandfläche. Granitportale. | 09283037 |
| Direkt Bild zu diesem Denkmal hochladen | Mehrfamilienhaus der Wohnanlage Frauenburgstraße | Frauenburgstraße 97 (Karte)                                                                             | Um 1930 | Städtebaulich und sozialgeschichtlich von Bedeutung. Vorgezogene Treppenhäuser mit Giebel und Ochsenauge. Fenster fast bündig mit Wandfläche. Granitportale. | 09283038 |
| Direkt Bild zu diesem Denkmal hochladen | Mehrfamilienhaus der Wohnanlage Frauenburgstraße | Frauenburgstraße 99 (Karte)                                                                             | Um 1930 | Städtebaulich und sozialgeschichtlich von Bedeutung. Vorgezogene Treppenhäuser mit Giebel und Ochsenauge. Fenster fast bündig mit Wandfläche. Granitportale. | 09283039 |
| Direkt Bild zu diesem Denkmal hochladen | Gedenkstätte für die Opfer des Faschismus, mit kleiner Platzfläche und Gedenkstein, dazu gepflasterter Platz und dreiseitige Umfassungsmauer | Fröbelstraße (Karte)                                                                                    | Eingeweiht am 08.05.1959                                                                                            | Zur Erinnerung an die Verfolgten des Naziregimes, KZ Biesnitzer Grund war Außenlager des KZ Groß-Rosen, geschichtlich von Bedeutung. Denkmal mit der Inschrift „Pionierehrenmal Schule 12 - für die Opfer des Faschismus des KZ Biesnitzer Grund - Ihr seid uns Vorbild und Verpflichtung“, Sockel mit Platte und sich nach oben verstärkendes Stele, rotes Dreieck. | 09282544 |
|                                         | Wohnhaus | Fröbelstraße 1 (Karte)                                                                                  | 1926 | Bestandteil der Siedlung Pestalozzistraße, Fröbelstraße, Biesnitzer Straße, Architekt Alfred Hentschel, baugeschichtlich und sozialgeschichtlich von Bedeutung. Die Häuser der Wohnanlage sind größtenteils zu Reihenhäusern mit zwei oder mehreren Eingängen zusammengefasst, von einer Einfriedung mit Ziegelsockel und -säulen sowie hölzernen Zaunsfeldern eingefasst und weisen eine einheitliche Gestaltung auf: Leicht vorgezogene Treppenhäuser, meistens mit farbigen Bleiglasscheiben. Alles Putzbauten mit kleinem ziegelsichtigen Sockel. Walmdächer. Alle Häuser sind im Originalzustand erhalten. | 09280031 |
|                                         | Doppelwohnhaus | Fröbelstraße 2, 3 (Karte)                                                                               | 1926 | Bestandteil der Siedlung Pestalozzistraße, Fröbelstraße, Biesnitzer Straße, Architekt Alfred Hentschel, baugeschichtlich und sozialgeschichtlich von Bedeutung. Die Häuser der Wohnanlage sind größtenteils zu Reihenhäusern mit zwei oder mehreren Eingängen zusammengefasst, von einer Einfriedung mit Ziegelsockel und -säulen sowie hölzernen Zaunsfeldern eingefasst und weisen eine einheitliche Gestaltung auf: Leicht vorgezogene Treppenhäuser, meistens mit farbigen Bleiglasscheiben. Alles Putzbauten mit kleinem ziegelsichtigen Sockel. Walmdächer. Alle Häuser sind im Originalzustand erhalten. | 09280030 |
|                                         | Doppelwohnhaus | Fröbelstraße 4, 5 (Karte)                                                                               | 1926 | Bestandteil der Siedlung Pestalozzistraße, Fröbelstraße, Biesnitzer Straße, Architekt Alfred Hentschel, baugeschichtlich und sozialgeschichtlich von Bedeutung. Die Häuser der Wohnanlage sind größtenteils zu Reihenhäusern mit zwei oder mehreren Eingängen zusammengefasst, von einer Einfriedung mit Ziegelsockel und -säulen sowie hölzernen Zaunsfeldern eingefasst und weisen eine einheitliche Gestaltung auf: Leicht vorgezogene Treppenhäuser, meistens mit farbigen Bleiglasscheiben. Alles Putzbauten mit kleinem ziegelsichtigen Sockel. Walmdächer. Alle Häuser sind im Originalzustand erhalten. | 09280029 |
|                                         | Wohnhaus | Fröbelstraße 6 (Karte)                                                                                  | 1926 | Bestandteil der Siedlung Pestalozzistraße, Fröbelstraße, Biesnitzer Straße, Architekt Alfred Hentschel, baugeschichtlich und sozialgeschichtlich von Bedeutung. Die Häuser der Wohnanlage sind größtenteils zu Reihenhäusern mit zwei oder mehreren Eingängen zusammengefasst, von einer Einfriedung mit Ziegelsockel und -säulen sowie hölzernen Zaunsfeldern eingefasst und weisen eine einheitliche Gestaltung auf: Leicht vorgezogene Treppenhäuser, meistens mit farbigen Bleiglasscheiben. Alles Putzbauten mit kleinem ziegelsichtigen Sockel. Walmdächer. Alle Häuser sind im Originalzustand erhalten. | 09280028 |
| Direkt Bild zu diesem Denkmal hochladen | Promenade mit Villenbebauung | Goethestraße (Karte)                                                                                    | Um 1900 | Zwei Fahrbahnen mit dazwischen befindlicher Rasenfläche, jeweils als Allee aus wechselständig angeordneten Winter-Linden, städtebaulich und landschaftsgestaltend von Bedeutung | 09282980 |
|                                         | Goethebrunnen; Goethedenkmal | Goethestraße (Karte)                                                                                    | 1902 (Brunnen); 1949 (Sandsteinbüste)                                                                               | Architekt Hugo Behr, ursprünglich mit Brunnenbecken und wasserspeiendem stilisiertem Fischmaul und Bronze-Büste von Johannes Pfuhl, Brunnenbecken und wasserspeiendes Fischmaul wurden entfernt, bronzene Porträtbüste 1942 der Rüstungsindustrie geopfert, 1949 Goethe-Sandsteinbüste von Willy Ullrich aufgesetzt, künstlerisch von Bedeutung | 09281750 |
| Weitere Bilder                          | Villa mit Nischenfigur in Fassade und Gartenpavillon | Goethestraße 1 (Karte)                                                                                  | Um 1900 | Villa Klinker im Stil der nördlichen Renaissance, baugeschichtlich von Bedeutung. Dreieckiger Grundriss, u. a. Nische mit unterlebensgroßer weiblicher Plastik. | 09281839 |
| Weitere Bilder                          | Villa mit Einfriedung und Garten | Goethestraße 2 (Karte)                                                                                  | Um 1900 | Klinkerbau mit neobarocker Fassade, baugeschichtlich von Bedeutung. Erdgeschoss Altan, erstes und zweites Obergeschoss Balkons mit schmiedeeisernen Gittern, die Grundplatten fehlen, ruinös. Hofseitig Holzbalkons. Über Eingang oval eingetieftes Feld mit Relief mit abgehängten Tieren (Haus eines Jägers?). Links vom Eingang rundes farbiges Bleiglasfenster (fast kaputt). Farbige Bleiglas-Treppenhausfenster, hier auch Fußbodenkacheln mit schönem Muster. | 09281840 |
| Weitere Bilder                          | Villa mit Einfriedung und Garten | Goethestraße 3 (Karte)                                                                                  | Um 1900 | Klinkerbau, baugeschichtlich von Bedeutung. Altan bzw. Balkon in der Mitte. Hinten Holzbalkons. Im Treppenhaus Fußbodenkacheln. | 09281841 |
| Weitere Bilder                          | Villa mit Einfriedung und Garten | Goethestraße 4 (Karte)                                                                                  | Um 1900 | Klinkerbau, baugeschichtlich von Bedeutung. Erdgeschoss und erstes Obergeschoss Balkons mit schönen schmiedeeisernen Gittern. Rechts und links des Mittelgiebels kleine Holzgiebel mit Balkons. Treppenhaus farbige Bleiglasfenster. | 09281842 |
|                                         | Villa Hagspihl mit links hinten angebautem Nebengebäude, Garten und Garteneinfriedung | Goethestraße 5, 6 (Karte)                                                                               | 1897 | Architekt Gerhard Röhr, baugeschichtlich und baukünstlerisch von Bedeutung. Putzbau. Sehr aufwändig und kleinteilig. Schon in der alten Liste. | 09281843 |
|                                         | Villa mit Garten | Goethestraße 10 (Karte)                                                                                 | Um 1905 | Angelehnt an den Heimatstil, weit hinten im Grundstück, wohl Nähe des Fußweges nach Leschwitz, baugeschichtlich von Bedeutung. - Wohnhaus: Rechts und links Giebel, der rechte aus Fachwerk. Kammzugsputz, dagegen glatte Quaderfelder im Kontrast. - Garten (Nebenanlage): - Zugänge: Zufahrt mit zweiflügligem Ziergitter-Tor und Pforte mit einflügligem Ziergitter-Tor von der Goethestraße - Wege: Zufahrt mit Granit-Pflaster, ehemaliger Zick-Zack-Weg vom Zufahrtsweg in den Garten in Resten noch vorhanden - Gelände nach Nordosten stark abfallend (ursprünglich noch 6 m tiefer, grabenartige Vertiefung parallel zur Zufahrt markiert die ursprüngliche Geländehöhe), alter Baumbestand u. a. Robinie (Robinia pseudoacacia), Rot-Buche (Fagus sylvatica), Stiel-Eiche (Quercus robur), Winter-Linde (Tilia cordata) | 09281863 |
|                                         | Villa mit Garten und Garteneinfriedung | Goethestraße 11 (Karte)                                                                                 | Um 1908 | Reformstil, baugeschichtlich von Bedeutung. Etwas neuklassizistisch, Mitte ovale Ausbauchung mit farbigen Bleiglasfenstern, oben Dreiecksgiebel mit Reliefornamentik. Linke Fassadenseite Löwenrelief über schönen Fenstern. Podest vor Eingang (Vorhaus) mit schönen Jugendstil-Fußbodenkacheln. | 09281862 |
|                                         | Wohnhaus, ein Bau mit Nr. 13a, mit Garten und Garteneinfriedung | Goethestraße 13 (Karte)                                                                                 | Um 1900 | Bau anspruchsvoll im Heimatstil, baugeschichtlich von Bedeutung. Fachwerkelemente, Außenaufgang. | 09281857 |
|                                         | Wohnhaus, ein Bau mit Nr. 13, mit Garten und Garteneinfriedung | Goethestraße 13a (Karte)                                                                                | Um 1900 | Bau anspruchsvoll im Heimatstil, baugeschichtlich von Bedeutung. Fachwerkelemente, Außenaufgang. | 09281858 |
|                                         | Wohnhaus, Doppelhaus mit Nr. 15a, mit Garten und Einfriedung | Goethestraße 15 (Karte)                                                                                 | Um 1900 | Baugeschichtlich von Bedeutung | 09281855 |
|                                         | Wohnhaus, Doppelhaus mit Nr. 15, mit Garten und Einfriedung | Goethestraße 15a (Karte)                                                                                | Um 1900 | Baugeschichtlich von Bedeutung | 09281856 |
|                                         | Bedienstetenwohnhaus der Villa Ephraim mit Garten und Einfriedung | Goethestraße 16 (Karte)                                                                                 | Um 1905 | Heimatstil mit Fachwerk, baugeschichtlich von Bedeutung. Ehemaliges Bedienstetenwohnhaus der Villa Ephraim Goethestraße 17, Erdgeschoss etwas verändert. - Einfriedung: Ziergitter-Zaun mit Pfeilern und Sockel aus verputztem Ziegelmauerwerk, Pfeiler-Abdeckung aus Granit-Platten, bildet eine Einheit mit dem Einfriedungszaun Goethestraße 17 (Villa Ephraim) - Zugänge: Zugangspforte von der Goethestraße mit einflügligem Ziergitter-Tor, Zufahrt von der Goethestraße mit zweiflügligem Ziergitter-Tor | 09281859 |
|                                         | Villa Ephraim mit großer Treppenanlage, Garteneinfriedung, Villengarten und Grotte | Goethestraße 17 (Karte)                                                                                 | 1907–1909 (Villa); Anfang 20. Jahrhundert (Villengarten)                                                            | Architekt Hugo Behr, Bauherr war der jüdische Eisenhändler Martin Ephraim, bauzeitliche Ausstattung, baugeschichtlich, ortsgeschichtlich und gartenkünstlerisch von Bedeutung. Familienwohnhaus der Ephraims bis dato Jakobstraße 5. Heimatstil, sehr verwinkelt mit Fachwerkteilen und Turm, Vorhalle mit bossierten Sandsteinen, hinten eine Art hölzerne Laubengänge. Tolle Innenausstattung. Siehe alte Liste oder Kartei. Firma Ephraim 1905 von der Jakobstraße 5 und 6, dort bis 1905 Wohnhaus der Familie, und der Bahnhofstraße 68 an die Zittauer Straße gelegt. | 09281861 |
|                                         | Villa mit Einfriedung | Goethestraße 17a (Karte)                                                                                | Um 1920 | Baugeschichtlich von Bedeutung | 09302626 |
|                                         | Wohnhaus mit Garten und Einfriedung | Goethestraße 17b (Karte)                                                                                | Bezeichnet 1938 | Alle Details des Zeitstils erhalten, baugeschichtlich von Bedeutung. Fensterläden, im Erdgeschoss Fenstergitter, originale Haustür. | 09285627 |
|                                         | Wohnhaus mit Einfriedungspfeilern aus Sandsteinquadern und Garten (als Nebenanlage) | Goethestraße 18 (Karte)                                                                                 | 1909 | Städtebaulich von Bedeutung. Seitliche Erker, grüne glasierte Kacheln auf Fensterbänken. | 09285620 |
| Direkt Bild zu diesem Denkmal hochladen | Mietshaus in geschlossener Bebauung, Eckhaus, mit Einfriedung und Vorgarten | Goethestraße 24 (Zittauer Straße 79) (Karte)                                                            | Um 1900 | Reiche Fassade, baugeschichtlich und städtebaulich von Bedeutung. Ecke hochgezogen, hier Erker im ersten bis dritten Obergeschoss. Innen Terrazzo-Mosaikfußboden, schöne rundbogige Treppenhausfenster mit Schablonenmalerei auf rotem Grund. Tolle Wohnungstüren. | 09281866 |
|                                         | Mietshaus in geschlossener Bebauung mit Einfriedung und Vorgarten | Goethestraße 25 (Karte)                                                                                 | Um 1908 | Baugeschichtlich und städtebaulich von Bedeutung. Mitte Erker, rechts und links daran Balkons. Eingangsbereich Decke Schablonenmalerei mit geometrischen Motiven. | 09281865 |
|                                         | Mietshaus in geschlossener Bebauung mit Einfriedung und Vorgarten | Goethestraße 26 (Karte)                                                                                 | Um 1905 | Baugeschichtlich und städtebaulich von Bedeutung. Lisenengliederung, im Erdgeschoss, ersten und zweiten Obergeschoss kräftiger Erker, im dritten Obergeschoss Balkon. | 09281864 |
|                                         | Mietshaus in geschlossener Bebauung mit Einfriedung und Vorgarten | Goethestraße 33a (Karte)                                                                                | Um 1920 | Gestaltung wie Nummer 34, baugeschichtlich und städtebaulich von Bedeutung | 09281854 |
|                                         | Mietshaus in geschlossener Bebauung mit Einfriedung und Vorgarten, Laden im Souterrain | Goethestraße 34 (Karte)                                                                                 | Um 1920 | Laden im Souterrain, Gestaltung wie Nummer 33a, baugeschichtlich und städtebaulich von Bedeutung. Haus von städtebaulicher Qualität. So folgt das Haus dem stumpfen Winkel der Straße, wobei an dieser Stelle eine Art Turm angebracht ist. Rechts Loggien. Farbige Bleiglasfenster über Eingang. | 09281853 |
|                                         | Mietshaus in geschlossener Bebauung und Vorgarten | Goethestraße 35 (Karte)                                                                                 | Um 1920 | Baugeschichtlich und städtebaulich von Bedeutung. Lisenengliederung. Treppenhaus originale Ausstattung, Fußbodenkacheln, farbige Bleiglasfenster. | 09281852 |
|                                         | Mietshaus in geschlossener Bebauung mit Einfriedung und Vorgarten | Goethestraße 36 (Karte)                                                                                 | Um 1905 | Baugeschichtlich und städtebaulich von Bedeutung. Rechts im ersten und zweiten Obergeschoss Loggien mit schmiedeeisernen Gittern (Jugendstil), links erstes und zweites Obergeschoss Balkons mit ebensolchen Gittern. Links Zwerchgiebel mit M und gekreuzter Sense und Heurechen, Relief-Feld mit Kornähren. Treppenhaus Jugendstil-Fußbodenkacheln, Reste Art-déco-Schablonenmalerei. Originale Treppenhausausstattung. | 09281851 |
|                                         | Mietshaus in geschlossener Bebauung mit Einfriedung und Vorgarten | Goethestraße 37 (Karte)                                                                                 | Um 1905 | Baugeschichtlich und städtebaulich von Bedeutung. Rechts Loggien, links erstes Obergeschoss Erker, darauf im zweiten Obergeschoss Balkon, etwas gotisierend, gemischt mit Jugendstil. Treppenhaus Terrazzo-Mosaikfußboden. | 09281850 |
|                                         | Mietshaus in geschlossener Bebauung mit Einfriedung und Vorgarten | Goethestraße 38 (Karte)                                                                                 | Um 1905 | Baugeschichtlich und städtebaulich von Bedeutung. Fassade stark historisierend, klassizistische und barocke Elemente. Erstes und zweites Obergeschoss Mittelerker, Erdgeschoss Kammzugsputz. Treppenhausausstattung schön und original, Terrazzo-Mosaikfußboden, farbige Bleiglasfenster. | 09281849 |
|                                         | Mietshaus, nach links in geschlossener Bebauung, Eckhaus zur A.-Horstmann-Straße, mit Einfriedung und Vorgarten | Goethestraße 39, 40 (Karte)                                                                             | Um 1910 | Neoklassizistische Fassade, baugeschichtlich und städtebaulich von Bedeutung. Auf zwei Grundstücken. An Ecke in erstem und zweitem Obergeschoss und Dachgeschoss Erker mit Turmhelm, an Langseite Erker, die Balkons zwischen sich halten. Vollständig originale Treppenhausausstattung, farbige Bleiglasfenster, außergewöhnliche Fußbodenkacheln. Ornamentik zopfig historisierend. | 09281848 |
|                                         | Wohnhaus mit Einfriedung und Garten | Goethestraße 41 (Karte)                                                                                 | Um 1914 | Ein Haus mit Nummer 42, baugeschichtlich von Bedeutung. Wie Nummer 42 recht monumental, Lisenengliederung, Zahnschnittfriese. Reformstil. | 09281847 |
|                                         | Wohnhaus mit Einfriedung und Garten | Goethestraße 42 (Karte)                                                                                 | Um 1914 | Ein Haus mit Nummer 41, baugeschichtlich von Bedeutung. Recht monumentaler und anspruchsvoller Bau, Lisenengliederung, Zahnschnittfriese, Reformstil. | 09281846 |
| Direkt Bild zu diesem Denkmal hochladen | Holzlaube auf steinernem Unterbau | Goethestraße 43 (Karte)                                                                                 | 1920er Jahre | Holz auf steinernem Unterbau, Krüppelwalmdach, bau- und gartengeschichtlich von Bedeutung | 09281845 |
|                                         | Wohnhaus mit Einfriedung und Garten | Goethestraße 44 (Karte)                                                                                 | Um 1910 | Gebäude mit Anklängen an den Heimatstil, baugeschichtlich von Bedeutung. Vom Architekten gestaltet. Bau eingeschossig mit ausgebautem Satteldach. Originale Fenstersprossungen, im Obergeschoss Fensterläden. Heimatstil. | 09281844 |
|                                         | Doppelwohnhaus mit Garteneinfriedung und Vorgarten | Goethestraße 51, 52 (Karte)                                                                             | 1910/1911 | Links 51, rechts 52, stattlicher Bau im Reformstil der Zeit um 1910, baugeschichtlich von Bedeutung. Läden aus der Zeit, aber Schaufenster neu. Dazu zwei Jugendstil-Türen. | 09281545 |
|                                         | Doppelwohnhaus mit Einfriedung und Vorgarten | Goethestraße 53, 54 (Karte)                                                                             | 1900 | Repräsentatives Gebäude, baugeschichtlich von Bedeutung. Gebäude macht Knick in die Goethestraße. Mit Giebel und Ecktürmchen. Alte Hausausstattung. Farbige Bleiglasfenster im Treppenhaus. Hinten Veranden, vorn Balkon. | 09281542 |
|                                         | Wohnhaus, Eckhaus zur Sattigstraße, ein Haus mit Sattigstraße 2, dazu der vordere Teil des Nebengebäudes sowie Einfriedung und Vorgarten | Goethestraße 55 (Karte)                                                                                 | 1893 | Repräsentatives Gebäude mit originaler Innengestaltung, baugeschichtlich und städtebaulich von Bedeutung. Eckhaus in Ausrichtung zum dreiseitigen Goetheplatz. Ein Balkon. Dachlandschaft wahrscheinlich verloren gegangen. Viel alte Innenarchitektur. Farbige Fußbodenkacheln. Mit anspruchsvollem Nebengebäude (vorderer Teil). Dreigeschossiger, vornehmer Bau. Dach wenig geneigt, nach vorn nunmehr ausgebaut in einer Glasetage. | 09281541 |
|                                         | Doppelwohnhaus in geschlossener Bebauung, Kopfbau- und Eckbau zur Büchtemannstraße sowie Vorgarten mit Einfriedungsmauer | Gutenbergstraße 1, 2 (Karte)                                                                            | Um 1925 | Auf der spitzen Ecke mit der Büchtemannstraße, städtebaulich von Bedeutung. An der Büchtemannstraße und an der Ecke zurückgesetzt, mit abgerundeter Einfriedung. Denkmalwert ist hier vorrangig städtebaulich begründet. Mehrere zeittypische Gesimse, die teilweise die Fenster zu Gruppen verbinden. Sparsame Putzornamentik mit Rankenmotiven. Bei Nummer 2 Treppenhaus vertikal aufgebrochen mit farbigen Bleiglasfenstern. Über Eingang Nummer 1 farbiges Bleiglasfenster. | 09280021 |
|                                         | Wohnhaus in geschlossener Bebauung | Gutenbergstraße 4 (Karte)                                                                               | Um 1910 | Vornehm-schlicht, mittiger Eingang, darüber Fenstersäule des Treppenhauses, Sohlbankgesimse erstes und viertes Obergeschoss, baugeschichtlich von Bedeutung | 09304846 |
|                                         | Mietshaus in geschlossener Bebauung mit Vorgarten | Gutenbergstraße 5 (Karte)                                                                               | Um 1900 | Städtebaulich von Bedeutung, Terrazzo-Mosaikfußboden | 09280020 |
|                                         | Mietshaus in geschlossener Bebauung mit Vorgarten | Gutenbergstraße 6 (Karte)                                                                               | Um 1900 | Fassade mit Jugendstilornamentik, baugeschichtlich und städtebaulich von Bedeutung. Klinkerbau, dazwischen Putzfelder mit schönen Jugendstil-Reliefs mit floralen Motiven. Treppenhaus Fußbodenkacheln. | 09280019 |
|                                         | Mietshaus in geschlossener Bebauung mit Vorgarten | Gutenbergstraße 7 (Karte)                                                                               | Um 1900 | Baugeschichtlich und städtebaulich von Bedeutung. Erker in Mitte über erstem und zweitem Obergeschoss, drittes Obergeschoss Balkon. Rechts angegliedert Balkons mit Jugendstil-Eisengittern. Treppenhaus mit Fußbodenkacheln. | 09280018 |
|                                         | Doppelwohnhaus mit Laden in geschlossener Bebauung, Kopfbau, ein Haus mit Melanchthonstraße 28, dazu Vorgarten | Gutenbergstraße 8 (Melanchthonstraße 28) (Karte)                                                        | Um 1925 | Wohl sozialer Wohnungsbau, baugeschichtlich und stadtbaugeschichtlich von Bedeutung. Je ein Dreiecksgiebel an jeder Seite. Viele verschiedene Gesimse. In Treppenhäusern Reste farbiger Bleiglasfenster. Originale Haustüren, Art-déco. | 09280017 |
|                                         | Mietshaus in geschlossener Bebauung, Eckhaus, mit Vorgarten | Gutenbergstraße 23 (Karte)                                                                              | Um 1905 | Aufwändige Fassade mit Eckerker und Zierfachwerk, baugeschichtlich und städtebaulich von Bedeutung. Jugendstil-Fassadendekor. Jugendstil-Treppenhausausstattung. Eckerker turmartig über erstem bis drittem Obergeschoss. | 09280304 |
| Direkt Bild zu diesem Denkmal hochladen | Mietshaus in geschlossener Bebauung mit Vorgarten | Gutenbergstraße 24 (Karte)                                                                              | Um 1900 | Städtebaulich von Bedeutung | 09280305 |
| Direkt Bild zu diesem Denkmal hochladen | Mietshaus in geschlossener Bebauung | Gutenbergstraße 26 (Karte)                                                                              | Um 1900 | Bauherr Dietz, städtebaulich von Bedeutung. Mittelbalkons fehlen. Über Haustür farbiges Bleiglas. | 09280260 |
|                                         | Mietshaus in geschlossener Bebauung | Gutenbergstraße 27 (Karte)                                                                              | Um 1900 | Baugeschichtlich und städtebaulich von Bedeutung, Klinkerbau | 09280261 |
|                                         | Mietshaus in geschlossener Bebauung | Gutenbergstraße 28 (Karte)                                                                              | Um 1900 | Baugeschichtlich und städtebaulich von Bedeutung | 09280262 |
|                                         | Mietshaus in geschlossener Bebauung | Gutenbergstraße 29 (Karte)                                                                              | Um 1900 | Baugeschichtlich und städtebaulich von Bedeutung. Mitte erstes Obergeschoss Balkon. | 09280263 |
|                                         | Mietshaus in geschlossener Bebauung | Gutenbergstraße 30 (Karte)                                                                              | Um 1900 | Baugeschichtlich und städtebaulich von Bedeutung. Nur Putzgliederungen in der Fläche. Farbiges Bleiglasfenster im Treppenhaus (fällt raus). Fußbodenkacheln. | 09280264 |
|                                         | Mietshaus in geschlossener Bebauung | Gutenbergstraße 31 (Karte)                                                                              | Um 1900 | Baugeschichtlich und städtebaulich von Bedeutung | 09280265 |
|                                         | Mietshaus in geschlossener Bebauung | Gutenbergstraße 32 (Karte)                                                                              | Um 1900 | Baugeschichtlich und städtebaulich von Bedeutung | 09280266 |

## Streichungen von der Denkmalliste
| Bild                                    | Bezeichnung                                                              | Lage                         | Datierung | Beschreibung | ID       |
| --------------------------------------- | ------------------------------------------------------------------------ | ---------------------------- | --------- | --- | -------- |
|                                         | Mietshaus vom Typus in geschlossener Bebauung, Eckhaus                   | Biesnitzer Straße 10 (Karte) | Um 1900   | Repräsentative und baukünstlerisch qualitätvolle Fassade, baugeschichtlich, städtebaulich und straßenbildprägend von Bedeutung; nach 2014 von der Denkmalliste gestrichen | 09281825 |
| Direkt Bild zu diesem Denkmal hochladen | Mosaik „Die Entwicklung des Schwimmens in der menschlichen Gesellschaft“ | Fichtestraße                 | 1972      | Neun unterschiedlich große Mosaikbilder, geschaffen von den Künstlern Georg Nawroth und Karl-Heinz Völker für eine Wand des Hallenbades Fichtestraße. Die Wandbilder setzen sich aus unregelmäßigen polygonen Kacheln in Ofenkachelmaterial (keine Fliesen) zusammen. Das Umfeld besteht in hochkant angebrachten rechteckigen Fliesen. Die Themen sind folgende (von links nach rechts): Neptun mit Dreizack und Netz, Auf Tierhäuten schwimmende assyrische Krieger, Baden und Philosophieren, Um 1800 - Pfui nur nicht ins Wasser, darunter ein kleines Bild mit Schwan mit Jungen, eine Badeszene in hochgeschlossenen Schwimmtrikots, entdeckungsreiche Freizeittauchgänge, Urlaubsfreuden, Schwimmlehrerin bei der Arbeit. Künstlerischer Wert und singulär, da es in Deutschland kein weiteres ähnliches Kachelwandbildmosaik gibt. Nach 2014 von der Denkmalliste gestrichen. | 09303995 |

## Tabellenlegende
- Bild: Bild des Kulturdenkmals, ggf. zusätzlich mit einem Link zu weiteren Fotos des Kulturdenkmals im Medienarchiv Wikimedia Commons. Wenn man auf das Kamerasymbol klickt, können Fotos zu Kulturdenkmalen aus dieser Liste hochgeladen werden:
- Bezeichnung: Denkmalgeschützte Objekte und ggf. Bauwerksname des Kulturdenkmals
- Lage: Straßenname und Hausnummer oder Flurstücknummer des Kulturdenkmals. Die Grundsortierung der Liste erfolgt nach dieser Adresse. Der Link (Karte) führt zu verschiedenen Kartendiensten mit der Position des Kulturdenkmals. Fehlt dieser Link, wurden die Koordinaten noch nicht eingetragen. Sind diese bekannt, können sie über ein Tool mit einer Kartenansicht einfach nachgetragen werden. In dieser Kartenansicht sind Kulturdenkmale ohne Koordinaten mit einem roten bzw. orangen Marker dargestellt und können durch Verschieben auf die richtige Position in der Karte mit Koordinaten versehen werden. Kulturdenkmale ohne Bild sind an einem blauen bzw. roten Marker erkennbar.
- Datierung: Baubeginn, Fertigstellung, Datum der Erstnennung oder grobe zeitliche Einordnung entsprechend des Eintrags in der sächsischen Denkmaldatenbank
- Beschreibung: Kurzcharakteristik des Kulturdenkmals entsprechend des Eintrags in der sächsischen Denkmaldatenbank, ggf. ergänzt durch die dort nur selten veröffentlichten Erfassungstexte oder zusätzliche Informationen
- ID: Vom Landesamt für Denkmalpflege Sachsen vergebene, das Kulturdenkmal eindeutig identifizierende Objekt-Nummer. Der Link führt zum PDF-Denkmaldokument des Landesamtes für Denkmalpflege Sachsen. Bei ehemaligen Kulturdenkmalen können die Objektnummern unbekannt sein und deshalb fehlen bzw. die Links von aus der Datenbank entfernten Objektnummern ins Leere führen. Ein ggf. vorhandenes Icon  führt zu den Angaben des Kulturdenkmals bei Wikidata.

## Ausführliche Denkmaltexte
1. ↑  Beschreibung des Gartendenkmals (Silke Epple, 16. September 2008):

  - Geschichte (entnommen: Sander, Friedrich W: Bäume und Sträucher der Görlitzer Grünanlagen. Görlitz 1980. S. 21): 1873 Gestaltung des sogenannten Ulmenplatzes; 1883 Pflanzung einer Luther-Buche; 1889 Bau des Weinberghauses und des Aussichtsturmes; 1901 Errichtung eines Denkmals zur Erinnerung an den Begründer der deutschen Rassegeflügelzucht Robert Oettel; 1910 Pflanzung einer Reuter-Linde; seit 1975/76 verkehrt Oldtimer-Pionier-Eisenbahn in der Anlage.

Bauliche Schutzgüter:
  - Gebäude: Weinberghaus am südlichen Ende der Straße An der Landskronbrauerei, Aussichtsturm westlich des Weinberghauses, Eiskeller und Wasserpumpstation der Brauerei östlich der Landskronbrauerei am Hangfuß gelegenen Weg
  - Erschließung / Zugänge: Haupterschließung durch die in die Anlage führende Straße An der Landskronbrauerei, außerdem verschiedene Zugänge von den anliegenden Straßen Heinzelstraße und Holteistraße
  - Erschließung / Wegesystem: Nord-Süd-Wegeachse An der Landskronbrauerei, Verlängerung der Holteistraße als Ost-West-Wegeachse, ansonsten landschaftlich geschwungene Wege mit wassergebundener Decke, Wege zum Teil verschwunden, entlang des nach Süden und Osten abfallenden Hanges Hangwege
  - Gartenausstattung: in Verlängerung der Holteistraße im Zentrum einer platzartigen Erweiterung Denkmal zur Erinnerung an den Begründer der deutschen Rassegeflügelzucht Robert Oettel (1798-1884) gewidmet 1901, Hühnerologischer Verein Görlitz, Geflügelzuchtvereine Deutschland und Österreich

Vegetation:
  - Alleen und Baumreihen: Allee aus Winter-Linden (Tilia cordata) entlang der Straße An der Landskronbrauerei, bildet am südlichen Ende ein Baumrondell aus Winter-Linden (Tilia cordata), Allee aus Rot-Eichen (Quercus rubra) westlich des Weinberghauses, Baumreihe aus Winter-Linden (Tilia cordata) entlang des am Hangfuß gelegenen Weges im Bereich der ehemaligen Badeanstalt,
  - Einzelbäume: Luther-Buche und Reuter-Linde (konnten nicht verortet werden)
  - Hecken und Sträucher: Pflanzung aus Eiben (Taxus baccata) um das Oettel-Denkmal

Sonstige Schutzgüter:
  - Bodenrelief: nach Süden und Osten abfallende Hänge, ehemals Weinhänge
  - Blickbeziehung: wichtige Blickbeziehung vom Weinberghaus über den südlich gelegenen See zugewachsen, ehemalige Blickbeziehungen zur Neiße, die sicher früher von verschiedenen Punkten der Hangwege vorhanden waren, durchweg zugewachsen
  - Zusätze Kube: Bau des Weinberghauses 1889/90, da kahler Hang. Name Weinlache, da am Südhang Weinanbau. Am linksseitigen Ufer der Weinlache unter Ulman Granbitblock mit der Inschrift „Ulmenplatz. Gepflanzt 1877“. Tafel von Randalierern zerschlagen. Am rechten Neißeufer die in Stein gehauene Inschrift: Felsenkanzel. Am Stamm einer etwa in Höhe des Oettel-Denkmals gesetzten Buche befindet sich ein schlichter Stein mit Inschrift „Zum gedächtnis an Luther. 10. November 1883.“ Nahe dem Weinberghaus wurde anlässlich des Geburtstages Fritz Reuters im November 1910 die „Reuter-Linde“ gepflanzt.

Das Gebiet der Görlitzer Parkanlagen wurde 1877 durch einen kleinen Exerzierplatz vor dem Neißeviadukt sowie neue Anlagen an der Weinlache und den Vetterschen Berglehnen erweitert. Hierfür wurden 180.000 Bäume und Sträucher verschiedener Größen gepflanzt. Die Wegebefestigungsarbeiten am Verbindungsweg zwischen Zittauer Straße und Weinlache wurden 1880 begonnen. Gleichzeitig begrünte man auch die Ufer an der Neiße. Zwei Jahre später entstand der Uferweg zwischen Freibad und Viadukt, der spätere Inselweg. 1889 folgten Anpflanzungen an Böschungen. Man bepflanzte auch eine große Ackerfläche und versah sie mit Wegen. Für all diese Arbeiten wurde 1898 sogar nahe der Teufelsbrücke eine eigene Gehölzanzuchtbaumschule eröffnet. Die Teufelsbrücke selbst mit dem Taleinschnitt entstand erst beim Bau der Eisenbahn nach Zittau. Der Weinberg steht als Name heute lediglich noch für den östlichen Teil dieser Landschaftserhebung.

Bis etwa 1885 gehörte der südliche Abhang zum Dorf Leschwitz (heute Weinhübel). Die Stadt Görlitz kaufte das Gelände vom damaligen Besitzer Demisch und ließ die an der Ostseite noch kahlen Abhänge je nach den finanziellen Möglichkeiten bepflanzen. Im Lauf der Jahre entstand auf diese Weise ein abwechslungsreicher Laubwald mit einigen eingestreuten Koniferen – und schönen Spazierwegen.

Der Dresdner Bildhauer Reinhard Schnauder entwarf das Denkmal für Robert Oettel, das in den Anlagen der Stadt Görlitz errichtet wurde. Es steht heute im Gleiskreis der Görlitzer Oldtimer Parkeisenbahn. Am 15. Juni 1901, nach einer Festansprache seines Enkels August Kienitz, wurde der rohe Granitblock mit dem großen Bronzereliefbild Robert Oettels enthüllt.
2. ↑  Beschreibung des Gartendenkmals (Silke Epple, 16. September 2008):

  - Geschichte: 1891–1897 Bepflanzung der Flächen um die Landskronbrauerei, Beginn der Wegeerschließung und gärtnerische Gestaltung; 1903 Theodor Scheller, nach dem der Schellergrund seinem Namen erhielt, übernahm die Landskronbrauerei, das Wegenetz wurde erweitert; nach 1929 veranlasste die Landskronbrauerei die gärtnerische Gestaltung nach Plänen des Görlitzer Gartenbaudirektors Heinrich Diekmann; 1930 Bau neuer Wege und Bepflanzung der Böschungen; 1934 Erweiterung der Parkanlage bis zur Martin-Opitz-Straße und Bau der dortigen Treppenanlage.

Bauliche Schutzgüter:
  - Erschließung:
    - Zugänge: zwei Zugänge von der Holteistraße (westlich der Holteistraße 5, östlich der Holteistraße 6), zwei Zugänge von der Straße An der Landskronbrauerei, Treppenzugang von der Martin-Opitz-Straße
    - Wegesystem: landschaftlich geschwungene Wege mit wassergebundener Decke im gesamten Park, rondellartige Erweiterung nordöstlich des Treppenzugangs von der Martin-Opitz-Straße, großes Rondell im Norden des Parks

  - Gartenbauten: Treppe aus Granit mit Wangen aus Bruchsteinmauerwerk von der Martin-Opitz-Straße, dreiarmige Treppenanlage aus Granit mit Wangen aus Bruchsteinmauerwerk am großen Rondell im Norden des Parks, am Fuße der Treppe Postamente mit Granit-Kugeln
  - Ausstattung: rundes Beet im Zentrum des großen Rondells im Norden des Parks (vermutlich ehemals mit Rosen bepflanzt)

Vegetation: umfangreicher Altbaumbestand vorhanden,
  - Baumreihe: Reihe aus drei Rosskastanien (Aesculus hippocastanum) entlang des Zugangsweges im Norden der Anlage
  - Hecken und Sträucher: zahlreiche Rhododendren (Rhododendron spec.) im gesamten Parkareal, insbesondere am Fuße der Treppe von der Martin-Opitz-Straße und an den Hängen südwestlich des großen Rondells

Sonstige Schutzgüter:
  - Bodenrelief: stark bewegtes Gelände in der gesamten Anlage, das große Rondell im Norden befindet sich an einem topographischen Tiefpunkt, von dem das Gelände trichterförmig ansteigt
  - Blickbeziehung: Blick von der Straße An der Landskronbrauerei nach Westen zum großen Rondell im Norden der Anlage, Blick vom Weg am Hang westlich des Rondells nach Osten zum großen Rondell
3. ↑  Beschreibung des Gartendenkmals (Ragnhild Kober, 18. September 2008):
  - Geschichte: 1847 Gemeindegründung, 1849 Anlage des Friedhofs, 1852 erste Beisetzung, 1860 Friedhofserweiterung (Friedhofsfläche umfasst 46,83 ar), 1896 Friedhofshalle, eine Tafel über dem Eingang trägt in hebräisch und deutsch die Inschrift: „Ich der Herr, bin euer Tröster“, 1922 Friedhofsmauer, nach 1945 auf dem Friedhof vereinzelt Beisetzungen, 1951 Einweihung eines Mahnmals für die im KZ Biesnitzer Grund ermordeten und hier bestatteten jüdischen Häftlinge
  - Einfriedung: nordwestliche Einfriedungsmauer aus Beton mit Betonpfeilern sowie Tor mit einem Türflügel und einem breiteren Torflügel aus Metallkonstruktion, an der Nordecke ein Tor, an der Südwestgrenze ein kurzer Mauerabschnitt und Reste eines Einfriedungszaunes (Granitpfeiler), im Nordosten kurzer Mauerabschnitt aus Beton mit Betonpfeilern
  - Erschließung: am Nordwesttor kleiner Platz und Treppe, im Nord-Bereich Wegekreuz mit Südost-Nordwest-Querachse und Nordost-Südwest-Längsachse sowie ein geradliniger Weg im Süden des Nord-Bereiches, Zufahrtsweg vom Nord-Tor zur Friedhofshalle mit Natursteinpflaster vor der Friedhofshalle
  - Bodenrelief: parallel zur Nordwestgrenze eine langgestreckte Rasenebene, zu dieser parallel eine nach Südost ansteigende Rasenböschung, oberhalb der Böschung die Friedhofsebene
  - Gehölze: an der Südost-Nordwest-Wegeachse Reste einer Baumallee (sechs Linden, Abstand der Reihen ca. drei Meter, ehemaliger Abstand der Bäume in der Reihe ca. drei Meter), am Südwestende der Südwest-Nordost-Wegeachse ein Solitärbaum (Linde), im Nordostabschnitt der Nordost-Südwest-Wegeachse drei Spitzahorne, an der Süd-Grenze des Nord-Bereiches ein Baumreihe (sechs Linden), im Ost-Bereich ein Solitärbäume und Baumgruppen (Linde, zwei Robinien, zwei Spitzahorne und zwei mehrstämmige Linden), im Osten der Friedhofshalle zwei Solitärbäume (Linde, Robinie), im Südwesten der Friedhofshalle eine Baumreihe (Linde, Spitzahorn, Linde), im Süd-Bereich zwei Solitärbäume (Spitzahorn, Linde) und eine Baumreihe (drei Linden), an den Grabstätten Koniferen (Eibe, Lebensbaum), an der Mahn- und Gedenkstätte Koniferen
  - Mahn- und Gedenkstätte: im Südbereich, 1951 eingeweiht, auf quadratischer Plattenfläche (Granitkante und Granitplatten) Mahnmal (Obelisk aus Granit) mit Antifa-Dreieck, zwei hebräischen Schriftzeichen (A O) und der Aufschrift: „Hier ruhen 323 ermordete Kameraden, / die im Konzentrationslager / Biesnitzer Grund Görlitz / in den Jahren / 1943 – 1945 / der Hitler-Tyrannei zum Opfer fielen. / Wir werden sie nie vergessen, indem wir für den Frieden kämpfen! / Die Bürger der Stadt Görlitz“, auf dem Obelisken der Davidstern aus rotem Granit, auf der rechten Seite des Obelisken eine Bronzetafel mit hebräischen Schriftzeichen, darunter: „Moses Isack Hornung“, rechts und links der Plattenfläche je ein Granitsockel, auf diesen stehen je eine Minora als Basrelief aus Granit
4. ↑  Beschreibung des Gartendenkmals (Ragnhild Kober, 20. September 2008):
Langgestreckter nach Nordwesten zugespitzter dreieckiger Stadtplatz zwischen Reichertstraße und Büchtemannstraße
  - Erschließung: Bürgersteige mit wassergebundener Decke, vier Zugänge von der Reichertstraße und vier Zugänge von der Büchtemannstraße, eine Nordwest-Südost-Wegeachse mit je einer Platzfläche an ihren beiden Enden, eine Nordost-Südwest-Wegeachse, Wege- und Platzflächen mit wassergebundener Decke
  - Bodenrelief: eine Ebene im Nordwest-Bereich, eine höhere Ebene im Südost-Bereich, an der Nordost-, Südost- und Südwest-Seite Böschungen
  - Vegetationsflächen: im Nordwest-Bereich zwei Rasenflächen, im erhöht liegenden Südost-Bereich zwei Rasenflächen, Strauchflächen an den Böschungen und an der Nordwest-Seite, Rasenstreifen an der Südwest-Seite
  - Gehölze: je eine Baumreihe (Linden) an der Nordost- und Südwest-Seite, eine Baumreihe (drei Pyramideneichen und je eine Pyramidenpappel an den beiden Enden der Reihe) an der Südwest-Seite, Rotdorn, Zierapfel, Solitärsträucher, Zier- und Decksträucher, geschnittene Hecken (Liguster)
  - Gartenbauten: breite Treppe mit vier Granitstufen (erste Stufe als Antritt) und Treppenwangen mit Resten von Abdeckplatten aus Granit in der Nordwest-Südost-Wegeachse, drei Treppen an der Nordost-Seite mit vier, fünf und neun Stufen, drei Treppen an der Südwest-Seite mit zwei, drei und sieben Stufen aus Granit
5. ↑  Beschreibung des Gartendenkmals (Ragnhild Kober, 18. September 2008):
Südpark, Städtische Anlage an der Kreuzkirche oder auch Kreuzkirchenpark genannt.
  - Geschichte: 1913 Vorstellung eines Projektes und Modells des „Südparks“ durch Gartendirektor Heinrich Diekmann, 1914 Beginn der Erdarbeiten mit Notstandsarbeitern, 1916, als die evangelische Kreuzkirche geweiht wurde, war der Park im Wesentlichen fertiggestellt, am Fuße des nach Südwesten geneigten Hanges entstand eine Kinderplanschwiese, 1936 letztmalige Erneuerung des Planschbeckens, Reste davon sind auf dem heutigen Rasenspielplatz, der alten Liegewiese, noch zu finden
  - Erschließung: die Grundfläche des Parkes bildet ein Fünfeck mit Nord, Nordost-, Ost-, Süd- und Westecke, Zugänge befinden sich an der Nord, Nordost-, Ost-, Südecke, geschwungen verlaufendes Wegesystem mit zum Teil stark ansteigenden Wegen im Ost- und West-Bereich, sowie einem oberen, mittleren und unteren Weg in Südost-Nordwest-Richtung, Wege mit wassergebundenen Decken mit Tragschicht, zum Teil stark ausgeschwemmt, seitliche Entwässerungsrinnen aus Ziegelformsteinen
  - Bodenrelief: von Südwesten nach Nordosten ansteigendes Gelände mit unterer Ebene, Böschung, langgestreckter Terrasse, Hangfläche, oberer Ebene, sowie vier kleinen Plateauflächen im Norden, Nordosten, Osten und Süden der Anlage
  - Gehölze: hervorzuheben sind Solitärbäume an den Zugängen, eine Ulme (Norden), eine Eiche (Nordosten), eine Linde (Osten), eine Pappel und eine Linde (Süden), zwei Baum-Karrees von je vier Roteichen im Ost- und West-Bereich, je eine Linde auf je einem kleinen Plateau an der Nord- und Nordostecke, im Ost- und West-Bereich des Parks Eichengruppen, Laub- und Nadelbäume als Randbäume des sich von Südwesten nach Nordosten erstreckenden großen Parkraumes
  - Parkräume: unterer von Südosten nach Nordwesten sich erstreckender Parkraum, Hangwiese, oberer von Südosten nach Nordwesten sich erstreckender Parkraum
6. ↑  Beschreibung des Gartendenkmals (Ragnhild Kober, 11. Januar 2009):
  - Einfriedung: an der Ost-, Süd- und West-Grenze Einfriedungszaun mit Sockel als Stützmauer aus verputztem Ziegelmauerwerk mit Abdeckung aus roten Klinkerrollschicht und aufgesetztem Zaun mit Stützen und Zaunfeldern aus Metallkonstruktion, an der Südwestecke Mauer aus verputztem Ziegelmauerwerk mit Klinkerbändern, Süd-Pforte mit zwei profilierten verputzten Pfeilern aus Ziegelmauerwerk und je einer auf die Pfeiler aufgesetzten schmiedeeisernen Lampe sowie einem schmiedeeisernen Türflügel, nördliche Einfriedungsmauer aus verputztem Ziegelmauerwerk mit Resten einer Dachziegelabdeckung
  - Erschließung: von der Pforte zur Eingangstreppe der Villa geradlinig verlaufender Weg mit Granitplatten, Hoffläche im Westen der Villa zwischen Villa und Nebengebäude mit Garagen, Reste des geschwungen verlaufenden Wegesystems im Ost- und Südost-Bereich
  - Bodenrelief: landschaftliche Bodenmodellierung
  - Gartenbauten: an der Pforte Treppe mit fünf Stufen aus roten Klinkern
  - Wasserelement: in der Südwestecke des Gartens kreisförmiges Wasserbecken mit profilierter Kante aus Kunststein
  - Gehölze: eine Baumreihe im Ost-Abschnitt an der Nord-Grenze (von Ost nach West: eine Birke, drei Rotbuchen, eine Roteiche, zwei Rotbuchen, ein Stubben einer Pyramidenpappel), eine Baumreihe an der West-Grenze (fünf Pyramidenpappeln, auf halber Höhe abgesetzt), eine Baumreihe (zwei Rotdorn im Süd-Abschnitt an der Ost-Grenze und zwei Rotdorne im Ost-Abschnitt an der Süd-Grenze), Solitärbäume (im Nordost-Bereich drei Rotbuchen, im Südwesten der Villa eine Rotbuche, im Süd-Bereich ein Bergahorn?, an der Pforte eine Trauerbirke), an der Pforte eine Gehölzgruppe (Eibe, zwei Lebensbäume), Sträucher (an der Süd-Grenze Flieder, Falscher Jasmin, im Osten der Villa Rhododendron, im Westen der Villa Buchsbaum am Wasserbecken Mahonie), ein Rosenbeet im Süden der Villa und je eine Rosenrabatte rechts und links des Weges von der Pforte zum Eingang der Villa, ein Wilder Wein (Part. tri. abgestorben) an der Südfassade der Villa
  - Bemerkung: im West-Abschnitt des südlichen Einfriedungszaunes und am westlichen Einfriedungszaun wurde zur Abschirmung eine außen verputzte Ziegelmauer vor den Zaun gesetzt, der Hof ist mit Gehwegplatten aus Beton befestigt
7. ↑  Anmerkungen zur Gedenkstätte (Ragnhild Kober, 20. September 2008):
  - Geschichte zum ehemaligen Lager: ab Mitte 1943 Errichtung des Außenlagers Görlitz Biesnitzer Grund als Zwangsarbeitslager für Kriegsgefangene und Zwangsarbeiter, die in der Waggon- und Maschinenbau Aktiengesellschaft Görlitz (WUMAG) für Rüstungszwecke eingesetzt wurden, im Januar 1944 Auflösung des Lagers, ab 8. August 1944 war es Außenlager der Konzentrationslager Auschwitz-Birkenau und Groß Rosen (neben sowjetischen, polnischen und italienischen Kriegsgefangenen wurden anfangs 900, später bis zu 1200 männliche und weibliche Gefangene jüdischer Herkunft aus beiden Lagern in das Görlitzer Lager verschleppt), Ende November 1944 sind im Lager 1406 Häftlinge (1106 Männer, 300 Frauen), am 11. Februar 1945 Evakuierung des Lagers auf Befehl von Kreisleiter Malitz, da die Rote Armee näher rückte und bis zum 8. März 1945 Todesmärsche (nachdem sich die Frontlage im niederschlesischen Raum wieder stabilisiert hatte, beorderte man die Häftlinge zurück in den Biesnitzer Grund), am 7. Mai 1945 verließ die Wachmannschaft das Lager vor dem Einrücken der Roten Armee, am 8. Mai 1945 Befreiung der Inhaftierten durch die Rote Armee, nach der Befreiung wurde die Häftlingskleidung verbrannt, später erfolgte der Abriss der Baracken, insgesamt verloren 323 Menschen in dem Lager ihr Leben, weitere Opfer gab es bei den Todesmärschen, 1948 Aushub von zwei Massengräbern auf dem jüdischen Friedhof von ehemaligen NSDAP-Mitgliedern
  - Anlage des ehemaligen Lagers: elektrischer Zaun, elf Baracken für Männer (davon neun Unterkunftsbaracken für Häftlinge, zwei Baracken für Küche, Waschraum, Krankenrevier und Vorratslager), zwei oder drei Baracken für Frauen, eine Baracke mit moderner Ausstattung für den Lagerkommandanten, der Oberlagerführer wohnte hinter der Küche
8. ↑  Beschreibung des Gartendenkmals (Ragnhild Kober, 20. September 2008):
  - Bauliche Schutzgüter:
    - Gebäude: Villa Ephraim, ehemaliges Bedienstetenwohnhaus (Goethestraße 16, siehe Objekt 09281859)
    - Einfriedung: Ziergitter-Zaun an der Nord- (Goethestraße) und teilweise an der Südseite (Eichendorffstraße) des Grundstücks mit Pfeilern und Sockel aus verputztem Ziegelmauerwerk, Pfeiler-Abdeckung aus Granit-Platten, bildet eine Einheit mit dem Einfriedungszaun Goethestraße 16

  - Erschließung, Zugänge: Pforte und Zufahrt von der Goethestraße (Tore ersetzt), Pforte mit einflügligem Ziergitter-Tor und Zufahrt mit zweiflügligem Ziergitter-Tor von der Eichendorffstraße, Wegesystem: im nördlichen Garten hufeisenförmiger Weg (zur Villa hin offen) mit Mosaik-Pflaster aus Granit,
  - Gartenbauten: Grotte nordwestlich der Villa
  - Treppenanlage: zweiarmige Treppenanlage aus Sandstein, Wangen verputzte Ziegelmauerwerk mit Sandstein-Abdeckung nördlich der Villa
  - Felspartie: felsenartig angelegte Steingruppe nordöstlich der Villa am Fuße der Treppe,
  - Vegetation:
    - Baumreihen: entlang der beiden gerade zu Villa hin führenden Abschnitte des hufeisenförmigen Weges nördlich der Villa je eine Reihe aus drei Säulen-Eichen (Quercus robur ‚Fastigiata’) an der Innenseite des Hufeisens
    - Einzelbäume: alter Baumbestand in Teilen erhalten, u. a. Eiben (Taxus baccata) am Fuße der Treppenanlage, Sommer-Linde (Tilia platiphyllos), Winter-Linde (Tilia cordata), Rot-Buche (Fagus sylvatica), Blut-Buche (Fagus sylvatica f. purpurea), Spitz-Ahorn (Acer platanoides)
    - Hecken und Sträucher: Rhododendren-Gruppe (Rhododendron spec.) am Fuße der Grotte

  - Sonstige Schutzgüter:
    - Bodenrelief: Gelände nach Osten und Süden hin stark ansteigend

  - Störfaktor: Sportplatz westlich der Villa, Koniferenpflanzung direkt vor dem Haupteingang der Villa, Hütten, Tischtennisplatten, Garagen, Wege mit Betonplatten und Splittdecke im südlichen Garten, Kegelbahn und Bungalow im östlichen Garten, Teil des Gartens westlich der Villa abgetrennt